# La Canela
Cet article possède un paronyme, voir Canela (homonymie).

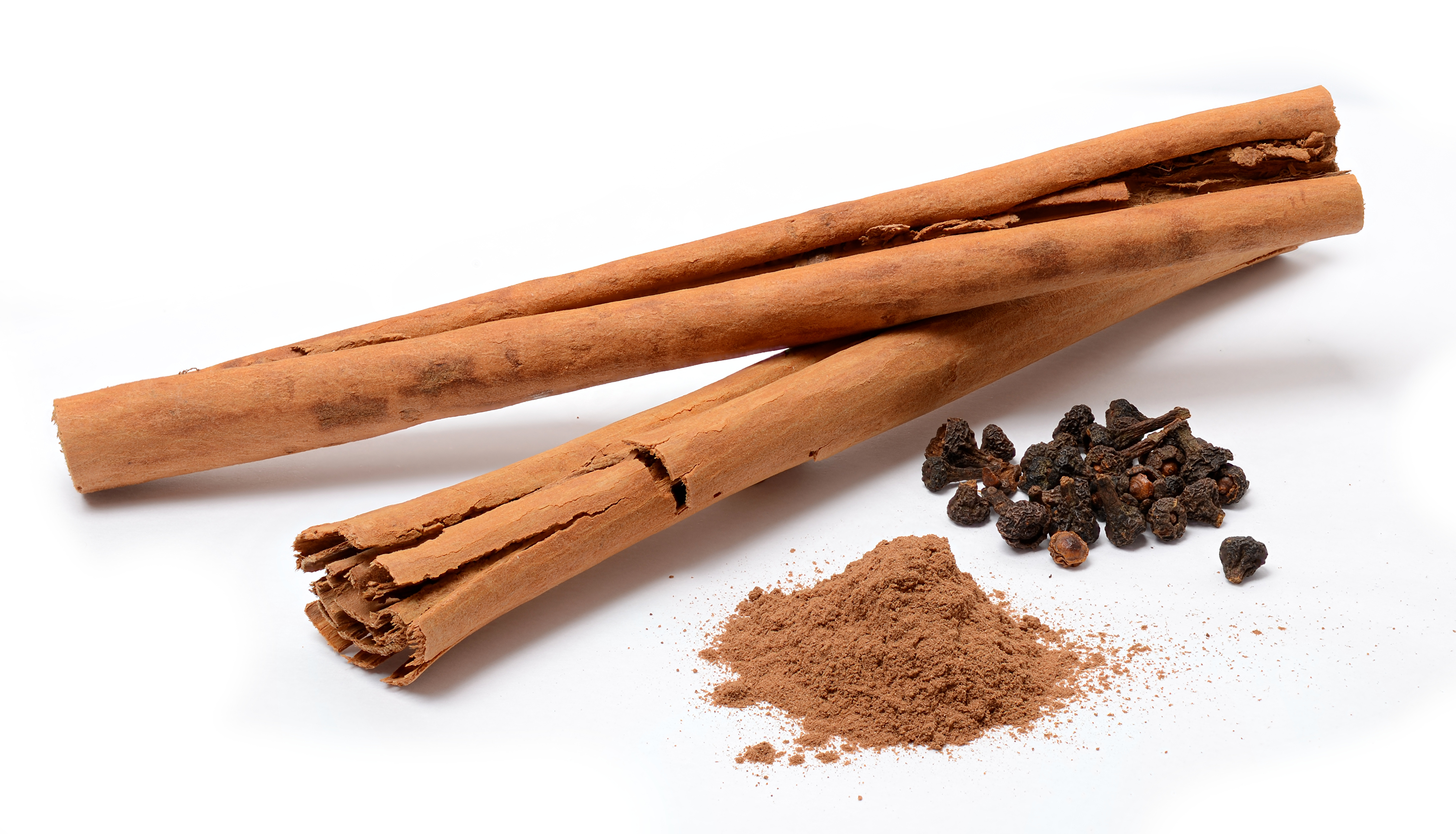
Bâtons, poudre et fleur de cannelle de Ceylan.

La Canela (ou la Vallée de la Cannelle) est un lieu légendaire d'Amérique du Sud qui serait situé en Équateur, censé être une région de culture de canneliers. Comme pour Eldorado, sa légende est née des attentes suscitées par le voyage de Christophe Colomb. Il avait démontré, à la satisfaction de ses bailleurs de fonds, que sa traversée de l'Atlantique (en) lui permettrait de trouver de l'or et des épices. Comme lui-même n'avait trouvé que peu de ces produits, les recherches sur le continent américain se poursuivirent.

## Christophe Colomb et les épices

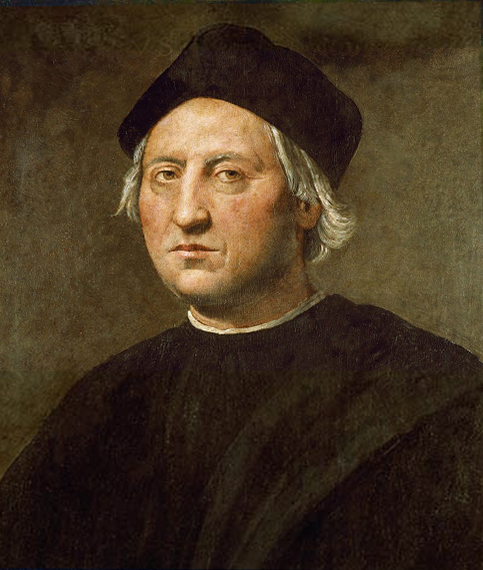
Portrait présumé de Christophe Colomb.

Dès le début de son exploration au service de l'Espagne, l’un de ses objectifs était de trouver de nouvelles sources d'approvisionnement des épices les plus prisées, et ainsi de briser le monopole des fournisseurs d’épices étrangers. Il n’est pas contradictoire qu’une épice d’origine européenne – le mastic de l'île grecque de Chios – ait occupé une place importante dans la pensée de Christophe Colomb chaque fois qu’il écrivait sur ses espoirs et ses réalisations dans la découverte des aromates du Nouveau Monde. L’importance particulière du mastic résidait dans le fait qu’il avait lui-même eu le privilège d’observer sa récolte et de vérifier ainsi comment un fournisseur en situation de monopole avait pu imposer un prix gonflé sur le marché mondial. Dans ce cas, le monopole était détenu par la ville natale de Colomb, Gênes, qui à l’époque régnait sur Chios. Colomb écrit dans sa Lettre sur son premier voyage que le mastic « n’a jusqu’à présent jamais été trouvé sauf en Grèce dans l’île de Xio et la seigneurie de Gênes le vend au prix qu’elle veut ». Ainsi, il connaissait toute l’affaire, de la récolte à la commercialisation, et il avait la perspicacité d’appliquer l’analogie à d’autres épices d’origine asiatique.

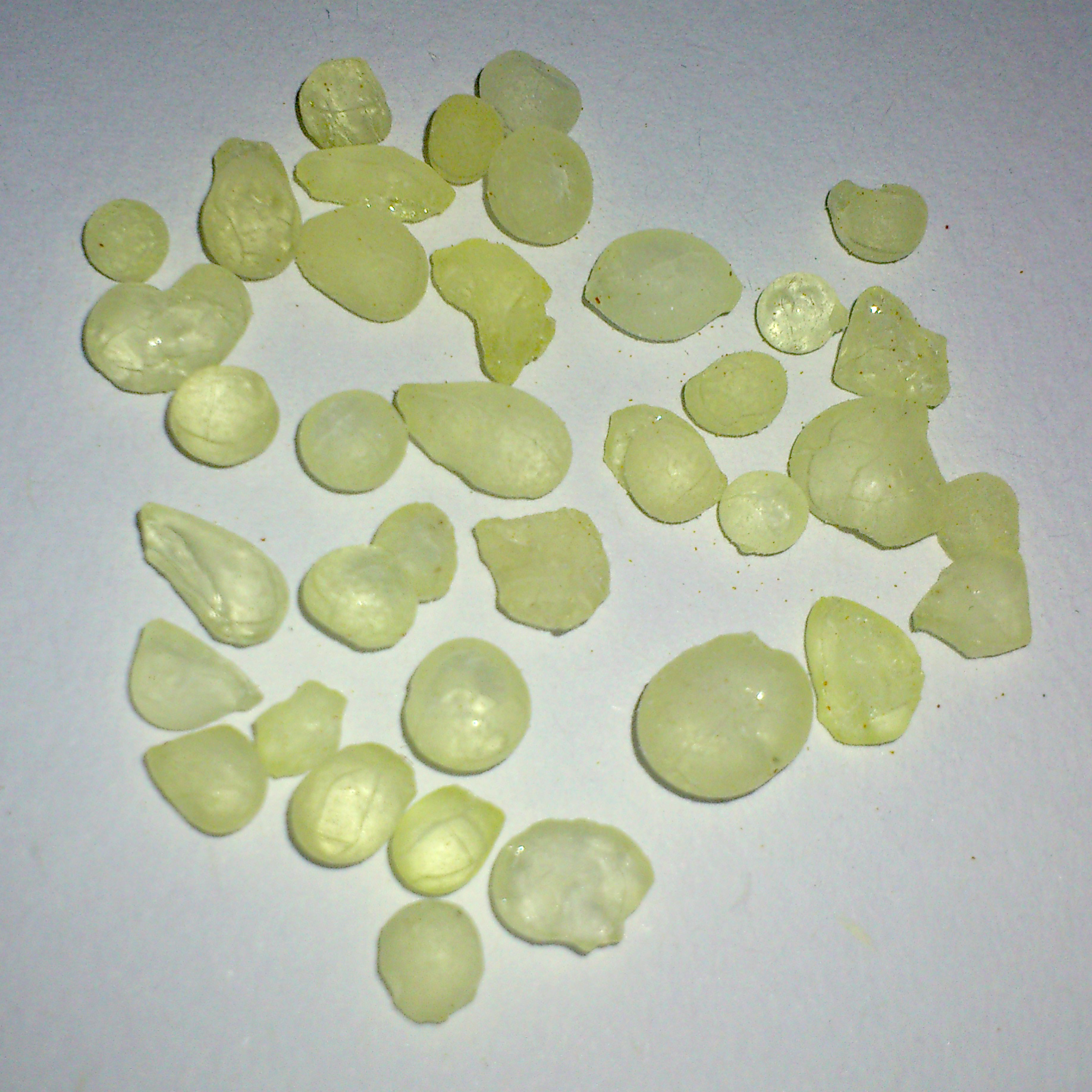
Mastic de lentisque brute.

De son vivant, il allait accomplir moins que ce qu’il espérait et que ce qu’il prétendait publiquement. Il confie dans son journal de bord le 19 octobre, peu après son premier débarquement aux Bahamas : « Et je crois même qu'il contient de nombreuses herbes et de nombreux arbres qui sont très précieux en Espagne pour les teintures et les épices médicinales, mais je ne les connais pas, ce pour quoi je suis très attristé ». Entre-temps, les rapports de son premier voyage parlaient avec assurance de la découverte sur ces nouvelles terres d'une quantité infinie d'épices comme la cannelle. On y trouve aussi un mastic très semblable par ses feuilles et ses fruits au lentisque qu'il a vu à Chios, mais en plus grand,,.
Diego Álvarez Chanca, chirurgien du deuxième voyage et observateur scientifique, évoque la découverte de la « cannelle ». Il écrit : « On a également trouvé une sorte de cannelle, même si elle n’est pas aussi bonne que celle que nous connaissons chez nous. C’est peut-être parce que nous ne connaissons pas la bonne saison pour la cueillir, ou peut-être qu’il existe de meilleurs arbres ailleurs dans le pays ». En fait, ce qu’ils avaient en fait trouvé était canella winterana (ou bois-cannelle), un arbre que l’on trouve en Jamaïque et en Floride. Sa partie aromatique, tout comme pour la « vraie » cannelle, est l’écorce, que l’on a appelée « écorce de bois blanc » ou « écorce d’hiver ». Mais ce n’était pas le précieux trésor que Colomb recherchait. Toutes les autres affirmations de Colomb étaient vouées à être réfutées.

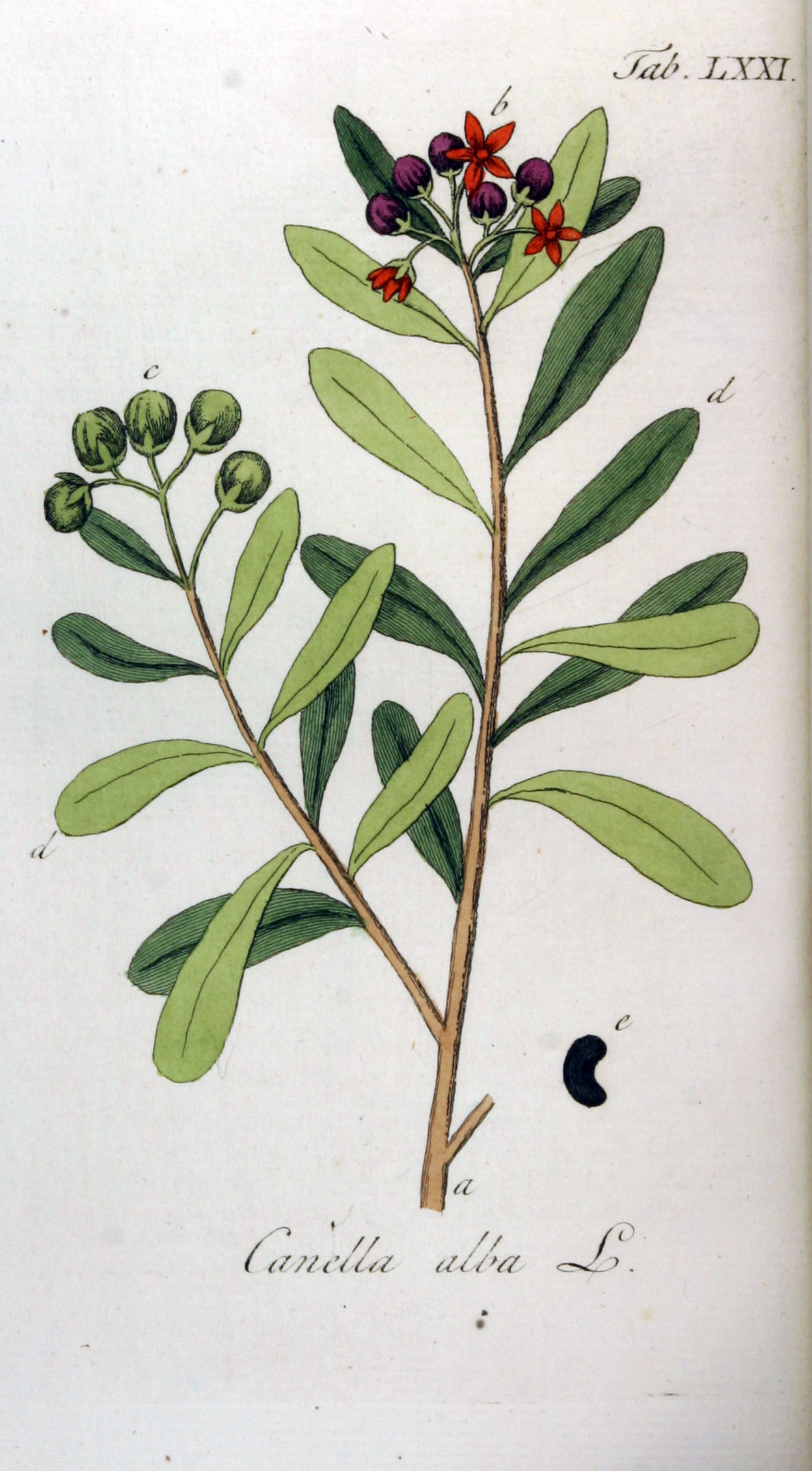
Canella winterana (ou bois-cannelle)

Malgré cela, il a mis en marche deux processus qui allaient finalement détruire les monopoles des épices. La première étape était assez simple : il a planté une racine de canne à sucre à Hispaniola et elle a germé en sept jours. Le sucre a rapidement prospéré dans les Caraïbes, et finalement le prix mondial du sucre s’est effondré. Après des transplantations similaires, le clou de girofle, la muscade, le poivre et nombre d'autres épices se sont progressivement répandus dans les régions tropicales. Mais aucune nation ne contrôle leur approvisionnement. La deuxième étape a été franchie lorsque Colomb et son équipage ont remarqué qu’une épice inconnue des Européens était couramment utilisée par les peuples caribéens : le piment ou "poivre des Indes". Une troisième procédure mise en œuvre par Colomb a eu des résultats beaucoup plus frustrants. Il n’avait pratiquement pas trouvé d’or, ni les célèbres épices de l’Ancien Monde. C'est normal : il se trouvait aux antipodes des endroits où elles poussaient. Mais entre-temps, il avait effectivement fait valoir la probabilité de découvrir de l’or et des épices bien connues. Ainsi, à partir de ce moment, la recherche a continué. En ce qui concerne l’or, le résultat est bien connu. L’or a été pillé des empires aztèque et inca. Ce n’était pas suffisant. Dans leur quête d’en savoir plus, les explorateurs espagnols ont construit le mythe de la vallée d’Eldorado, la terre de l’or en abondance. Beaucoup sont morts en essayant de le trouver, en vain.

## Premières expéditions vers le pays de la Canela

### Tentatives des Incas
De nombreuses vies furent perdues et un grand exploit d’exploration fut accompli dans la recherche de la Vallée de la Cannelle. Certains historiens modernes, attribuent volontiers à Tupac Yupanqui l’initiative de la première expédition à la découverte concomitante de « la Canela ». C'est le cas par exemple de Ladislao Gil Munilla, ainsi que de José Rumazo, qui dit : « Le premier des Incas - qu'il s'agisse de Huirá Cocha, Tupac Inga Yupangui ou de tout autre - envoya six de ses capitaines bien escortés traverser la Cordillère vers cette partie qui fut plus tard appelée les Quijos ou la Canela, où se trouvait la renommée de la richesse. Au bout d'un an, certains d'entre eux reviennent les mains vides et racontent un douloureux voyage parmi les sauvages ».

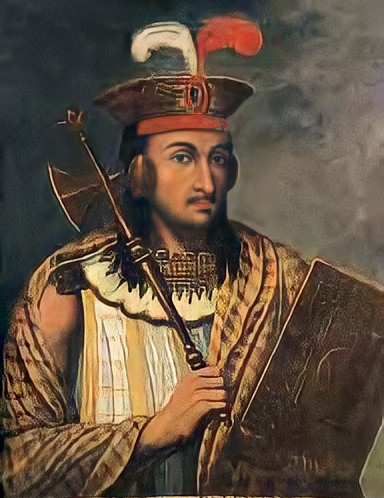
Tableau de Huayna Capac d’un artiste inconnu appartenant à l’école de Cuzco.

Huayna Capac, successeur de Tupac Yupanqui, partit vers 1500 à la conquête du futur « Royaume de Quito ». Cette incursion incaïque est attestée par Toribio de Ortiguera. En 1579, il interrogea une témointe de l’expédition, doña Isabel Guachai. Celle-ci lui apprit que le corps expéditionnaire de l’Inca traversa les Provinces de « Los Iques » et de « Atunique » et atteignit, après 6 jours de marche à l’Est des Andes :
« une vallée peuplée de nombreux Indiens bien disposés, dont les demi-têtes sont rasées de devant et de dos avec de longs cheveux. Les robes qu'ils apportaient étaient des couvertures nouées autour des épaules à la manière des gitans et des zaragüelles. Et la terre plate et chaude, avec beaucoup de maïs, de coton, de yuccas, de patates douces et de citrouilles de la terre ; beaucoup de dindes et de canards. Et que les Indiens apportaient de grandes patènes d'or comme boucliers, et que les femmes indiennes apportaient de nombreux bijoux délicats. Et ils ont des frondes avec lesquelles ils tirent, et Guaynacapa a essayé avec ces indiens, moyennant de nombreuses rançons, de savoir ce qu'il y avait dans le pays et ce qu'ils aimaient plus que ce qu'il y avait dans leur pays, et pour aucun d'eux ils n'ont rien montré. sauf pour la façon de couper les haches, et pour le sel, qu'ils appréciaient beaucoup et pour cela ils donnaient une grande quantité d'or en charges et ils donnèrent les mines de Guaynacapa, dans lesquelles ils commencèrent à creuser avec des bâtons, car alors il y avait pas d'outils, et ils ont sorti de l'or comme des graines de citrouille. Et dans cette vallée il y a une rivière au bord de laquelle se trouvent de nombreux villages indiens qui la parcourent en canoë, vallée dans laquelle Guaynacapa fit construire des rancherías ou des maisons murales où il resta quelques jours... »
Udo Oberem se base sur ce témoignage pour identifier les indigènes contactés aux Omagua et le fleuve atteint au Coca. En tous cas, il constitue la seule indication précise connue de contact précolombien entre les Inca et les populations amazoniennes du Haut-Napo. José Rumazo considère que, peu de temps avant la conquête espagnole, les indigènes de Quito auraient à leur tour entrepris deux ou trois incursions au « pays de la Canela ». Aussi, nous savons qu’il existait de très anciennes relations commerciales entre la cordillère et les basses terres forestières. En effet, les sujets de l’empire inca avaient besoin de certains produits de la forêt, tels que des plantes médicinales, des plumes et surtout des bois durs de palmier, nécessaires à la fabrication des armes. Dans l’ensemble, les modalités de l’échange demeurent hypothétiques, bien qu’elles soient en partie reconstituables dans l’est équatorien.

### Expéditions de Gonzalo Díaz de Pineda et de Gonzalo Pizarro

#### Témoignage d'Inca Garcilaso de la Vega

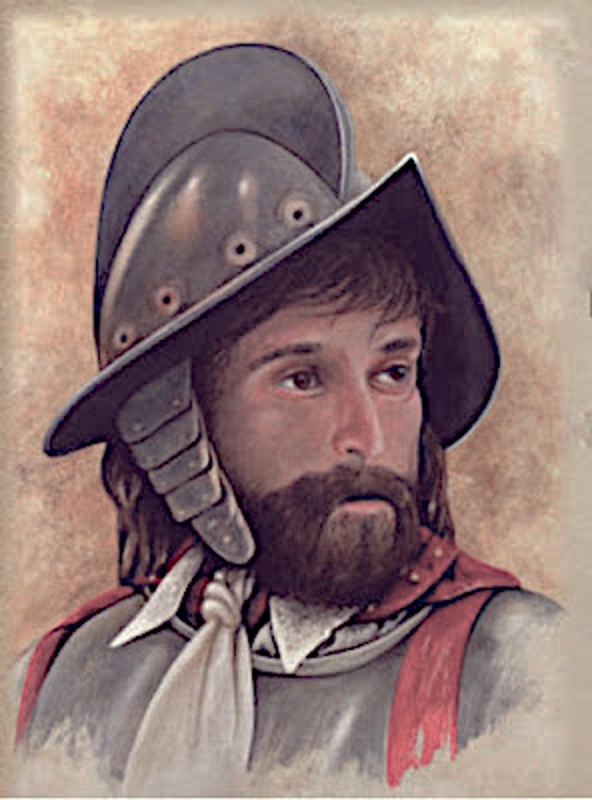
Gonzalo Díaz de Pineda

L’historien du Pérou Inca Garcilaso de la Vega décrit dans ses Comentarios Reales de los Incas l’impulsion de la recherche de La Canela. Elle remonte à 1539, lorsque Francisco Pizarro établissait le pouvoir de sa famille dans les ruines de l’Empire Inca qu’il avait détruit. Garcilaso dit « Tout ce qui est nouveau, c'est qu'en dehors des limites de Quitu et en dehors de ce que régnaient les rois Incas, il y avait une terre très longue et large où l'on cultivait la cannelle, c'est pourquoi ils l'appelaient la Canela. Il lui semblait qu'il enverrait son frère Gonzalo Pizarro pour la conquérir, afin qu'il ait autant de terres à gouverner que lui ; et après avoir consulté ceux de son secret, il renonça au gouvernement de Quitu au nom de son frère, afin que ceux de cette ville puissent l'aider dans tout ce qui était nécessaire, car il devait entrer par là, puisque Canela était à l'est de Quitu. Avec cette détermination, il envoya appeler Gonzalo Pizarro, qui était à Los Charcas occupé dans la nouvelle ville de La Plata, et en donnant l'ordre et les sièges pour profiter de la répartition des indiens qui lui avaient été assignés. Gonzalo Pizarro vint alors à Cuzco, où se trouvait son frère ; et après avoir discuté entre eux de la conquête de La Canela, il s'y prépara, acceptant le voyage avec beaucoup d'esprit, afin d'y montrer la valeur de sa personne pour de tels exploits ».

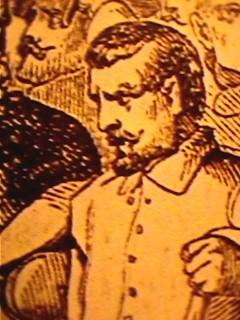
Gonzalo Pizarro (illustration du XIXe siècle).

Puis, il ajoute que Gonzalo Pizarro « laissa Pedro de Puelles à Quitu comme lieutenant, et après s'être réformé et donné de nouveaux ordres dans certaines choses qui avaient besoin d'être réformées, il quitta Quitu à Noël de l'an mil cinq cent trente-neuf. Il marcha en bonne paix et fut très béni par les Indiens tout au long du voyage, jusqu'à ce qu'il quitte l'empire des Incas. Il entre ensuite dans une province que les historiens appellent Quixos (es). Et parce qu'en ce jour de La Canela, Francisco López de Gómara et Agustín de Zárate sont tout à fait d'accord, en racontant les événements presque avec les mêmes mots, et parce que je les ai entendus de la part de beaucoup de ceux qui ont rencontré Gonzalo Pizarro lors de cette découverte, je dirai, en me renseignant les uns des autres, ce qui s'est passé ».
Enfin, il note que « Dans cette province appelée Zumaco, qui est au-dessous de l'équinoxe, ou tout près, poussent les arbres appelés cannelle, celui qu'ils allaient chercher. Ils sont très grands, avec de grandes feuilles comme celles du laurier, et leurs fruits sont des grappes de petits fruits qui poussent dans des cocons en forme de gland. Et bien que l’arbre et ses feuilles, ses racines et son écorce sentent et goûtent la cannelle, la cannelle la plus parfaite est celle des bourgeons. De nombreux arbres incultes poussent dans les montagnes et portent des fruits ; mais ce n'est pas aussi bon que ce que les Indiens tirent des arbres qu'ils plantent et cultivent sur leurs terres pour leurs fermes avec leurs voisins ; mais pas avec ceux du Pérou. Lesquels n'ont jamais voulu et ne veulent aucune autre espèce que leur uchu, que les Espagnols appellent là-bas ají, et en Espagne le piment. ».
C'est aussi en 1539 que Garcilaso naquit. Lorsqu'il était âgé, il écrivit son ouvrage à Séville (Espagne), loin de son Pérou natal. Mais comme il avait passé son enfance dans la maison de Gonzalo Pizarro, il avait dû entendre cette histoire plus d’une fois. Il aurait été prêt à omettre le fait embarrassant que Francisco Pizarro n’avait pas l’autorité nécessaire pour partager son territoire avec son frère. Cependant, la déclaration de Garcilaso est mystérieuse. En prouvant, à la satisfaction de ses commanditaires, que l’on trouverait des denrées d’une immense valeur comme l’or et de la cannelle dans « les Indes », Colomb avait bien créé les conditions générales pour le développement des mythes d’Eldorado et de La Canela. Mais il ne les avait pas localisés sur une carte. En fait, il n’a jamais été à proximité des lieux où l’on chercha plus tard Eldorado et La Canela. Les explications quant à la localisation de La Canela n'a pas été expliquée dans les premiers récits (à cette époque, l'existence de La Canela était encore considérée comme un fait, donc aucune explication ne semblait nécessaire).

#### Témoignage de Pedro Cieza de León
Ces explications furent connues lorsque le manuscrit de l’Histoire des guerres de la Nouvelle-Espagne de Pedro Cieza de León (écrit en 1550, seulement dix ans après les événements fatidiques) fut enfin publié en 1871. Selon lui, le capitaine Gonzalo Díaz de Pineda venait de revenir à Quito d'une exploration des hautes Andes. Avec ses hommes, il découvrit de très grandes montagnes. Il marcha pendant quelques jours à travers ces terres jusqu'à ce qu'il entre dans les Quixos (es) et la vallée de Canela. Il avait compris que ses informateurs lui disaient qu'il y avait davantage d'arbres de ce genre et de meilleure qualité au-delà vers l'est. Là, il pourrait trouver de grandes provinces établies sur des terres plates, pleines d'autochtones qui possédaient de grandes richesses, car ils étaient tous armés de pièces d'or et de bijoux. Il avait trouvé quelques arbres ayant un arôme de cannelle. De son côté, lorsque Gonzalo Pizarro arriva à Quito, il rencontra Lorenzo de Aldana, qui le reçut comme gouverneur de Quito, ainsi que Pedro de Puelles, qui avait été lieutenant-gouverneur dans cette ville. Il déclara vouloir découvrir la vallée d'Eldorado, que Pedro de Añasco et Sebastián de Belalcázar avaient également cherché, ainsi que La Canela, récemment visitée par Pineda, qui devait servir de guide aux premières étapes de l’expédition,.

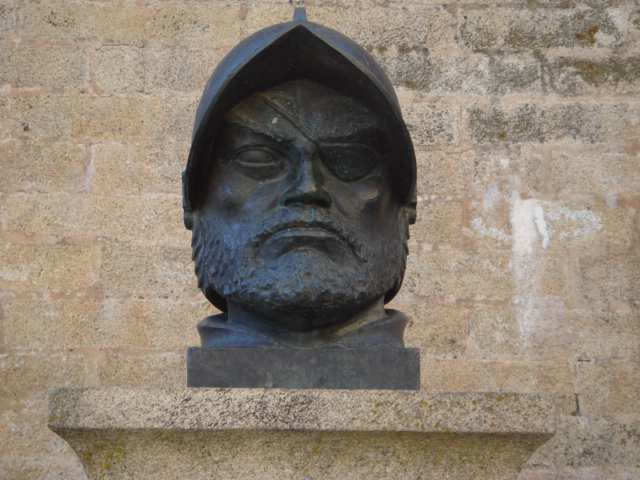
Statue de Francisco de Orellana.

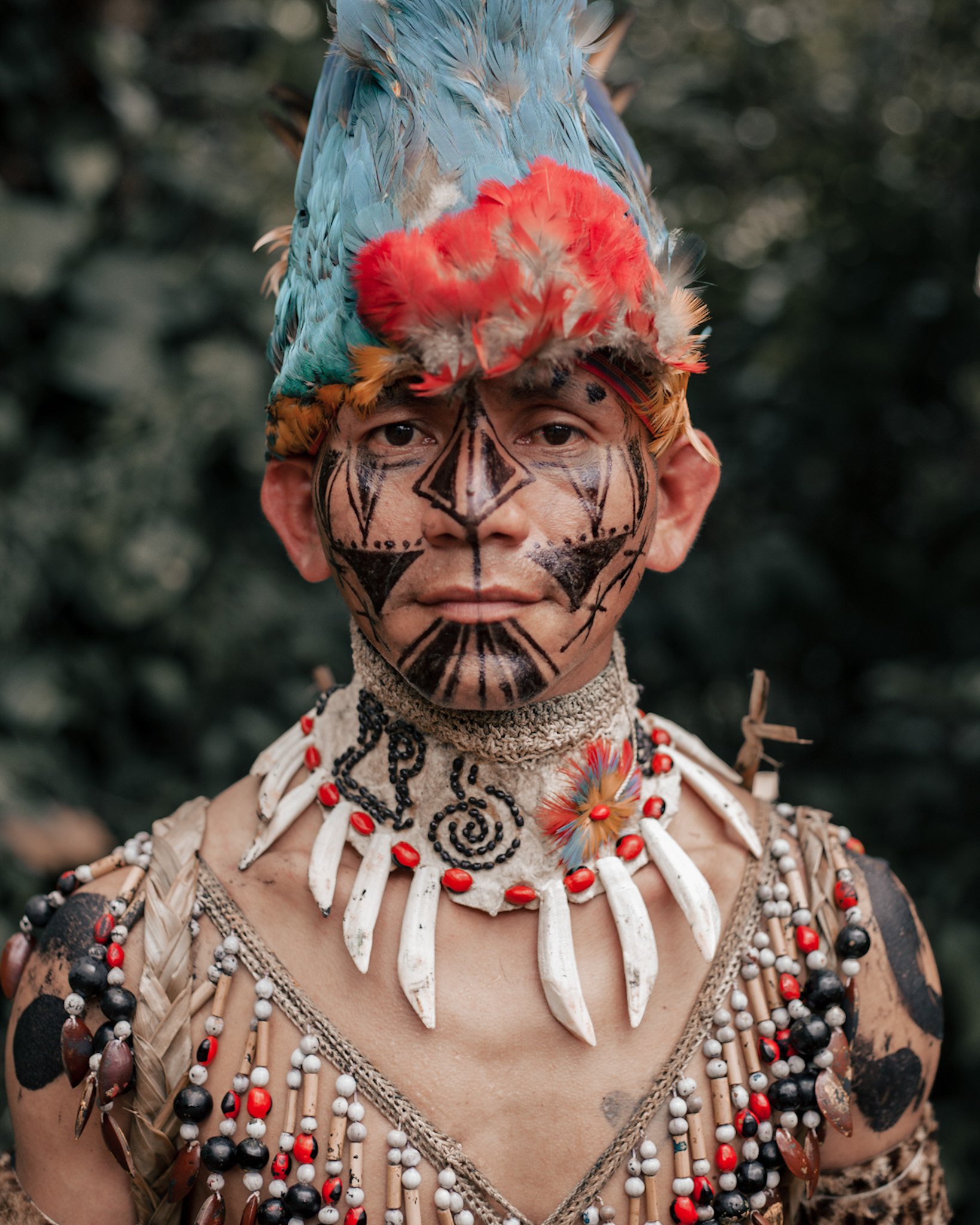
Quijo (Napuruna)

Pizarro partit avec plus de deux cents hommes et parmi eux de nombreux vieux soldats, dont des arbalétriers et des arquebusiers, qui avaient une expérience de la guerre. Il était accompagné notamment de Cristóbal de Funes, Don Antonio de Rivera, Sancho de Caravajal, Juan de Acosta (es) et Francisco de Orellana. L'expédition passa par la ville de Hatunquijo, puis traversa une montagne dans laquelle se trouvait un alpage enneigé. Plus d'une centaine d'Indiens, hommes et femmes, y moururent du gel, contrairement aux Espagnols, qui pourtant eurent aussi très froids. Ceux-ci traversèrent ces montagnes épaisses, ouvrant des sentiers avec des haches et des machettes, et ils voyagèrent ainsi jusqu'à atteindre la vallée de Zumaque (ou Real de Zumaque), située à trente lieues de Quito, où ils trouvèrent le plus de population et de vivres,.
Puis, Gonzalo Pizarro et ses hommes arrivèrent près du grand fleuve Marañón où se trouvent les Quijos (es), peuples éparpillées à travers de grandes montagnes. C'est là qu'ils trouvèrent l'entrée de la Canela, où poussent ces arbres qui produisaient la cannelle, sur montagnes épaisses et escarpées, plantes semblables à de grands oliviers, produisant quelques bourgeons avec une grande fleur produisant la cannelle la plus parfaite. Leur couleur est un peu fauve et noire. Le goût de cette épice est décrit comme très savoureux, tout comme celui de la cannelle, mais il ne vaut la peine d'être consommé que sous forme de poudre. Aucun autre arbre semblable à eux n'a été vu dans toutes ces régions des Indes. Pizarro prit comme guides certains indigènes qui vivaient là, dans de petites maisons très mal composées et séparées les unes des autres,.
Il leur demanda où se trouvaient les vallées et les plaines où il pourrait en trouver plus et quelles étaient les terres au-delà. Ils répondirent qu’ils n'en savaient rien, mais qu'il y aurait peut-être ailleurs d'autres habitants de leurs régions qui les guideraient. Gonzalo Pizarro était en colère de voir que les autochtones ne lui donnaient aucune réponse conforme à ce qu'il voulait. Alors, il ordonna de les attacher à des roseaux croisés avec des bâtons, comme des fourchettes, larges de trois pieds et longs de sept. Placés au-dessus du feu, ils furent tourmentés, poussant de grands hurlements, dans l'espoir qu'ils confessent la vérité. Ils déclarèrent « Comment nous tuez-vous avec si peu de raison, puisque nous ne vous avons jamais vu et que nos parents n'ont pas mis les vôtres en colère ? Voulez-vous que nous vous mentions et vous disions ce que nous ne savons pas ? ». N'obtenant rien après en avoir brûlés quelques-uns, les Espagnols en jetèrent en pâture aux chiens ou en lapidèrent d'autres. Après, il voulut aller là où la route était praticable pour les chevaux. Les conquistadors qui étaient avec lui avaient été attristés de voir qu'ils ne pouvaient pas trouver l'entrée du pays qu'ils voulaient voir et de ne pas avoir plus d'informations,.
Ils poursuivirent leur périple, ouvrant la voie à coups de machettes et de haches, traversant de nombreux cours d'eau. Ils parcoururent des zones désertes, tenaillés par la faim, en mangeant tout ce qu'ils pouvaient, n'épargnant rien, ni chien, ni cuir de selle, ni rien d'autre qu'ils purent déchirer avec leurs dents. Puis, ils arrivèrent jusqu'à la ville de Coca, où ils trouvèrent des provisions et se reposèrent dix jours. Là, des autochtones leur apprirent qu'ils pourraient rentrer à Quito par un chemin plus court, ce qu'ils firent. En chemin, ils trouvèrent de grandes rivières très profondes ; pour en traverser certaines, ils furent obligés de construire des ponts. Une d'entre elles était si furieuse qu'ils passèrent quatre jours à y construire le pont. Pendant qu'ils veillaient pour que les indigènes ne leur fassent aucun mal, ils virent une grosse comète traverser le ciel. Le lendemain, Gonzalo Pizarro raconta qu'il lui semblait dans ses rêves qu'un dragon lui arrachait le cœur et le déchirait entre ses dents cruelles. Puis, il ordonna d'appeler Jerónimo de Villegas, qu'ils avaient comme astrologue, pour lui demander son avis. Celui-ci répondit que Pizarro trouverait morte la chose au monde qu'il aimait le plus. Puis, ils poursuivirent leur expédition jusqu'à leur retour, où Gonzalo Pizarro apprit la mort de son frère Francisco,,.

#### Témoignage d'Agustín de Zárate

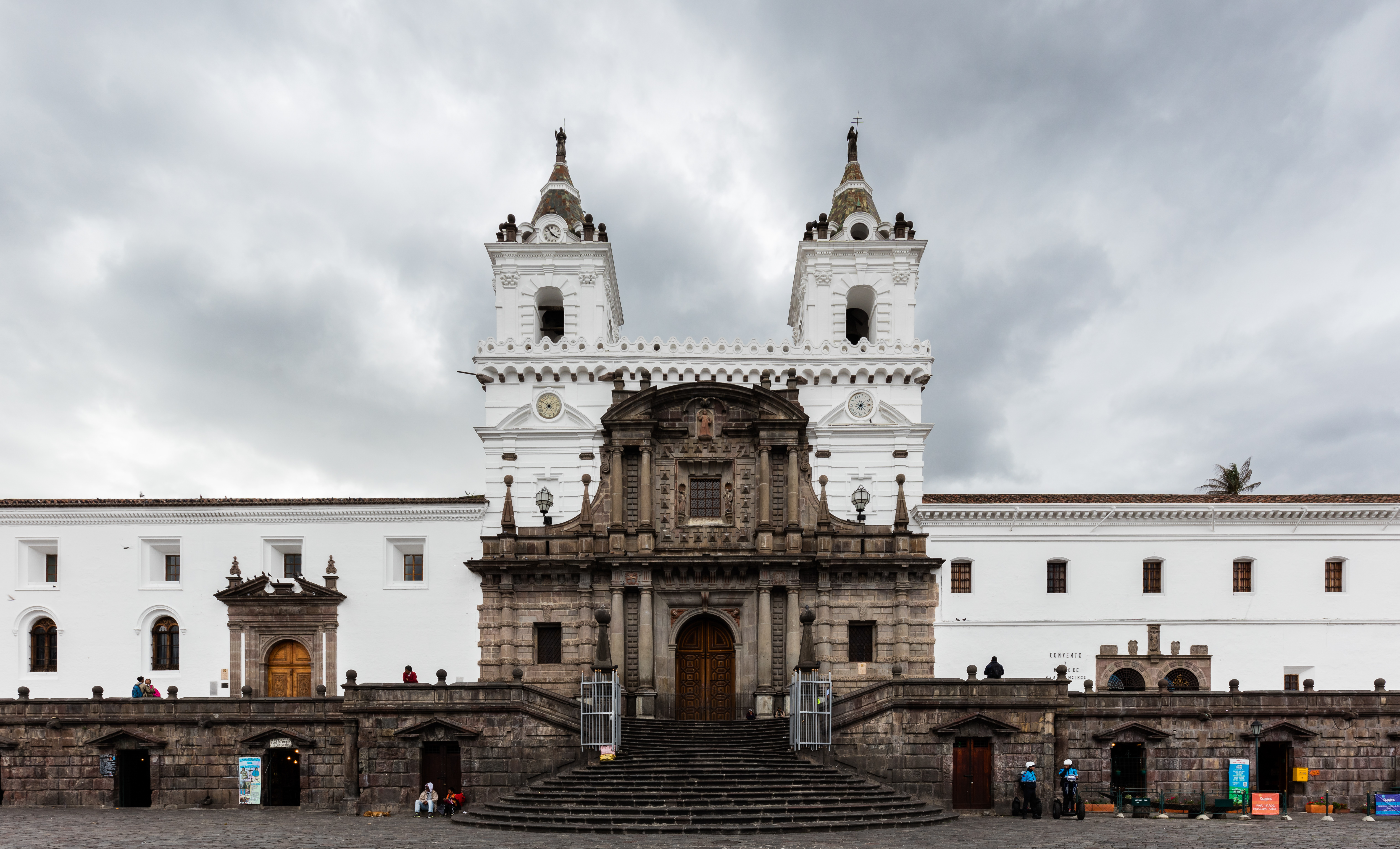
Église Saint-François, Quito, fondée en 1535.

Agustín de Zárate, historien espagnol, rédigea une Historia del descubrimiento y conquista del Perú, qu'il fit imprimer en 1555. Le quatrième livre traite du voyage que Gonzalo Pizarro a fait à la découverte de la province de Canela et de la mort du marquis. Voici les extraits qui nous intéressent :
« CHAPITRE I. Comment Gonzalo Pizarro s'est préparé pour le jour de Canela.
Après cela, on rapporta au Pérou que dans le pays de Quito, dans la partie orientale, on avait découvert une terre très riche, et où l'on cultivait en abondance de la cannelle, pour laquelle on l'appelait communément le pays de la Canela : et pour conquérir et peupler, le marquis résolut d'envoyer Gonzalo Pizarro son frère, et comme le départ devait se faire de la province de Quito, et là il devait aller se procurer les choses nécessaires, il céda son poste de gouverneur de Quito à Gonzalo Pizarro, étant sûr que Sa Majesté lui avait donné qu'Il lui ferait miséricorde, Gonzalo Pizarro entreprit de le rejoindre avec de nombreuses personnes qu'il avait amenées avec lui pour cette découverte, et en chemin il lui convenait de se battre avec Les Indiens de la province de Guanuco, qui le perdirent à la guerre et lui causèrent autant de problèmes que nécessaire, que le marquis envoya Francisco de Chaves (es) à son aide, et Gonzalo Pizarro arriva ainsi à Quito. Et à cette époque, le marquis envoya Gómez de Alvarado (es) conquérir et peupler la province de Guanuco, car il y avait certains caciques appelés Conchucos (es) avec beaucoup de gens de guerre dans la ville de Truxillo, et ils tuèrent autant d'Espagnols qu'ils purent, et même ils ont volé et fait des dégâts. Chez les Indiens eux-mêmes, leurs voisins et ceux qui les ont tués et volés ont tout offert à un cadeau qu'ils ont apporté avec eux et qu'ils ont appelé la Cataquilla (es). Et ainsi ils sont allés jusqu'à ce que Miguel de la Serná quitte la ville de Truxillo, avec les gens qu'il pouvait faire, et avec Francisco de Chaves, ils ont combattu avec les Indiens jusqu'à ce qu'ils les battent et les défendent. »
« CHAPITRE II. Sur la façon dont Gonzalo Pizarro a quitté Qito et est arrivé à Canela, et sur ce qui lui est arrivé en chemin.

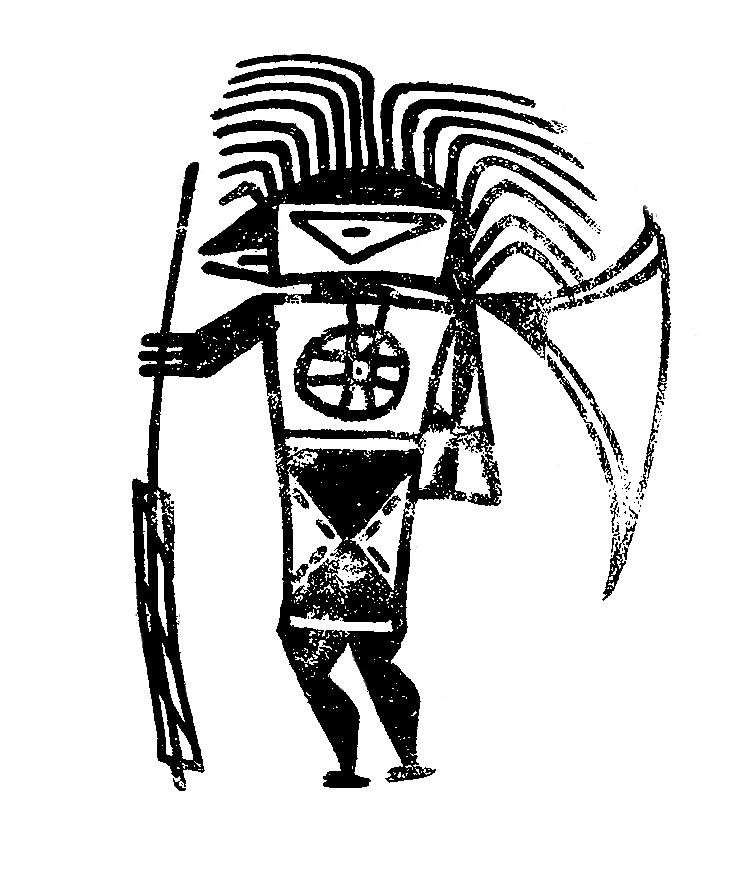
Cataquilla

Une fois que Gonzalo Pizarro eut préparé les choses nécessaires pour son voyage, il quitta Quito, emmenant avec lui deux cents Espagnols bien équipés, une centaine de chevaux avec des troupeaux, et plus de quatre mille Indiens amicaux, et trois mille têtes de moutons et de porcs, et puis, passant par une population appelée Ynga, il arriva au pays des Quixos (es), qui est le dernier, qui conquis Guaynacaua, vers la partie du Nord, où les Indiens l'ont vaincu à la guerre, et en une nuit ils ont tous disparu, plus personne ne put voir, et après s'être reposés quelques jours dans les villes indiennes, il se produisit un si grand tremblement de terre avec des tremblements et une tempête et d'éclairs et un grand tonnerre, qui ouvrit la terre dans de nombreux endroits, et plus de cinq cents maisons ont été détruites, et la rivière qui coulait là a tellement grandi qu'ils ne pouvaient pas aller chercher de la nourriture, à cause de laquelle ils ont souffert d'un grand besoin de faim, et après avoir quitté ces villes, ils ont Ils ont traversé des chaînes de montagnes hautes et froides où de nombreux indiens de leur compagnie ont été dévastés et, à cause du manque de nourriture sur la terre, ils ne se sont pas arrêtés pour trouver une province appelée Çumaco, qui se trouve sur les pentes de un haut volcan où, parce qu'il y avait beaucoup de nourriture, les gens se reposaient pendant que Gonzalo Pizarro et certains d'entre eux pénétraient dans ces zones épaisses pour trouver un chemin. Et comme il ne l'a pas trouvé, il s'est rendu dans une ville appelée Coca, et de là il a fait venir tous les gens qu'il avait laissés à Çumaco, et pendant les deux mois qu'ils étaient là, il a toujours plu, jour et nuit, l'eau inondait les vêtements qu'ils portaient, et dans la province de Çumaco et à cinquante lieues à la ronde il y avait la nouvelle qu'il existe de grands arbres avec des feuilles comme du laurier, et que les fruits sont des grappes de petits fruits, qui poussent en plusieurs bourgeons, et bien que ce fruit et les feuilles et l'écorce et les racines de l'arbre ont la saveur, l'odeur et la substance de la cannelle, mais les plus parfaits sont ces bourgeons qui sont faits, bien que plus gros que des bourgeons des glands de chêne-liège, et bien que sur toute la terre il y ait beaucoup de ce type d'arbres illustres, qu'ils naissent et donnent des fruits sans aucun travail, les Indiens ont beaucoup de terres dans leurs héritages, et ils les cultivent, et ainsi il naît d'eux plus de cannelle fine que des autres, et ils l'apprécient beaucoup, parce qu'ils le cultivent en les terrains voisins pour l'entretien et l'habillement, et tous les autres sommets qui ont servi à son support. »
« CHAPITRE V. Sur le retour de Gonzalo Pizarro à Quito et le travail qu'il a accompli sur le chemin du retour.
[...]

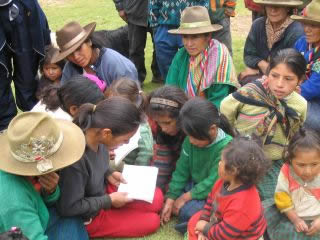
Conchucos

Cette terre où naît la cannelle se trouve au-dessous de l'équateur, au même endroit où se trouvent les îles Moluques, qui produisent la cannelle communément consommée en Espagne et dans les autres régions orientales. »

#### Témoignage de Gonzalo Fernández de Oviedo y Valdés
Plusieurs motifs le déterminèrent à pénétrer dans les forêts orientales : la cannelle et l’or y étaient attestés de longue date, comme le souligne Gonzalo Fernández de Oviedo y Valdés dans sa Relación del Nuevo Descubrimiento del famoso Río Grande de las Amazonas, :

« Le capitaine Gonzalo Pizarro entra dans l'intérieur des terres pour demander la conquête et la découverte de la province de La Canela, car de la cannelle, grâce à l'industrie des Indiens et de main en main, était arrivée à Quito et dans ces parties de l'autre pôle Antarctique ou vers le sud, où les Espagnols marchaient et en entendaient parler ; et c'était très désiré, car on pensait que, en trouvant de tels bosquets et épices, il en résulterait un grand service rendu à Dieu dans la conversion des Indiens qui le possèdent, et beaucoup d'utilité et d'augmentation pour le trésor royal et bien d'autres. avantages et secrets qui ont été révélés. Ils attendaient cette nouvelle entreprise. »

« Sans aucun doute, la principale raison qu'avait eu Gonzalo Pizarro pour demander à son frère de lui donner le poste de gouverneur de Quito était. . . C'était la nouvelle qu'ils avaient de la richesse des terres qui s'étendaient vers l'Est, appelées El Dorado et La Canela, et où, selon les paroles de « chefs principaux et très anciens », dont le dire fut confirmé par certains Espagnols, il y avait aussi de nombreuses populations. »

« Le cannelle (Cinnamomum zeylanicum), dont l'écorce constitue la cannelle, est originaire de Ceylan, en Inde... Ceux que les expéditionnaires ont trouvés étaient probablement certains arbres de la famille des magnoliacées ou d'autres similaires... « fréquent dans diverses régions d’Amérique »

L’entreprise et le déroulement du voyage ont également dû être influencé par la perspective de déboucher sur la “Mer du Nord” (Atlantique), permettant de la relier à la “Mer du Sud” (Pacifique) par un axe continental, notamment sur la poursuite en aval du périple d’Orellana.

#### Témoignage de Francisco López de Gómara

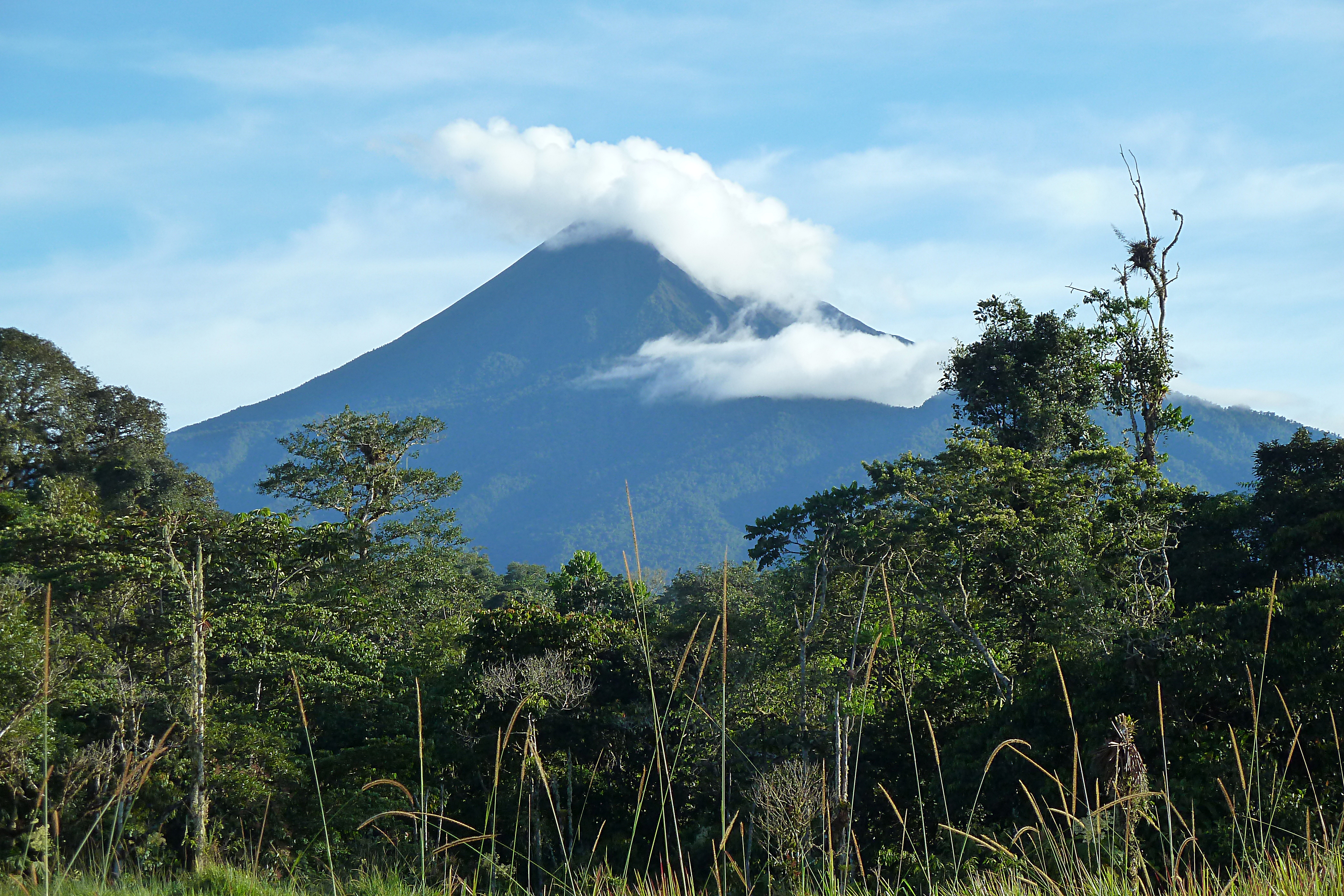
Volcan Sumaco

Francisco López de Gómara historien espagnol, raconte aussi l'expédition de Gonzalo Pizarro dans son Historia general de las Indias y todo lo acaescido en ellas dende que se ganaron hasta agora y La conquista de Mexico, y de la Nueva España (1553). Il s'agit d'une collecte de ce que racontent cinq chapitres de Lozano (es)-Zárate (Zárate, Histoire du Pérou, livre IV, chapitres 1-5). Ce chapitre possède une ressemblance évidente avec l'histoire qu'Agustín de Zárate consacre à l'épisode. Toutefois, Gómara synthétise plus, en soulignant les moments pathétiques et en mettant en valeur les détails pittoresques :

« Entre autres choses que Fernando Pizarro dut négocier avec l'empereur, il y avait le poste de gouverneur de Quito pour Gonzalo, son frère ; et avec une telle confiance, Francisco Pizarro a nommé Gonzalo Pizarro susmentionné gouverneur de cette province. Lequel, pour se rendre là-bas et dans le pays qu'ils appelaient Canela, arma deux cents Espagnols et cent à cheval, et dépensa bien cinquante mille castillans (es) d'or pour lui et ses compagnons, bien qu'il prêtât le plus. En chemin, il rencontra un dieu de la guerre indien. Il arriva à Quito, réforma certains aspects du gouvernement, fournit à son armée des Indiens pour le fret et le service, et bien d'autres choses nécessaires à son voyage, et partit en quête de Canela, laissant Pedro de Puelles à Quito comme lieutenant, avec deux cent et plus d'Espagnols, avec cent cinquante chevaux, avec quatre mille Indiens et trois mille moutons et porcs. Il a marché jusqu'à Quixos, qui se trouve au nord de Quito, et la dernière terre gouvernée par Guaynacapa. De nombreux Indiens sont venus là-bas comme s'ils sortaient de la guerre, mais ils ont ensuite disparu. À cet endroit, la terre trembla terriblement, et plus de soixante maisons s'effondrèrent, et la terre s'ouvrit en plusieurs endroits. Il y avait tellement de tonnerre et d'éclairs, et tant d'eau et d'éclairs tombaient, qu'ils furent émerveillés. Il passa ensuite quelques montagnes, où beaucoup de ses Indiens gelèrent, et même, outre le froid, ils eurent faim. Il hâta le pas jusqu'à Zumaco, lieu situé au pied d'un volcan et bien approvisionné. Ils y restèrent deux mois et, pendant un seul jour, il ne cessa de pleuvoir et leurs vêtements pourrissaient. À Zumaco et dans sa région, qui sont sous ou proche de l'équateur, se trouve la Canela qu'ils recherchaient. L'arbre est grand et a des feuilles comme un laurier et des bourgeons comme des glands de chêne-liège. Les feuilles, les tiges, l’écorce, les racines et les fruits ont une saveur de cannelle, mais les têtes sont les meilleures. Il y a des montagnes remplies de ces arbres, et beaucoup sont cultivés dans des fermes pour vendre des épices, ce qui est très courant là-bas. Les hommes marchent en chair et attachent leurs biens avec des cordes qui lient le corps ; les femmes n'apportent que des couches. De Zumaco, ils se rendirent à Coca, où ils se reposèrent pendant cinquante jours et se lièrent d'amitié avec l'homme. Ils ont suivi le débit de la rivière qui passe par là et qui est très puissante. Ils firent cinquante lieues sans trouver de pont ni de passage, mais ils virent comment le fleuve faisait un saut de deux cents états avec un tel bruit que c'en était assourdissant, chose d'admiration pour notre peuple. Ils trouvèrent un canal de roche taillée, pas plus large que vingt pieds, où la rivière entrait, qui, à leur avis, avait encore deux cents états de profondeur. Les Espagnols ont construit un pont sur ce canal et ont traversé de l'autre côté, qu'ils leur ont dit être une meilleure terre, bien que ceux-ci l'aient quelque peu défendu. Ils se rendirent à Guema, une terre pauvre et affamée, mangeant des fruits, des herbes et des branches qui avaient un goût d'ail. Finalement, ils arrivèrent dans un pays de gens raisonnables, qui mangeaient du pain et portaient du coton ; mais il pleuvait tellement qu'ils n'avaient aucun endroit où sécher leurs vêtements. C'est pourquoi, à travers les marécages et les mauvais chemins, ils bâtirent un brick dont la nécessité les rendit maîtres. La poix était de la résine ; l'étoupe, de vieilles chemises et du coton, et avec les fers des chevaux morts et mangés, ils taillèrent le clou ; et ils sont allés aussi loin que les chiens ont mangé. Gonzalo Pizarro a mis l'or, les bijoux, les vêtements et autres objets de rançon dans le brick et les a confiés à Francisco de Orellana, responsable, avec certaines pirogues, dans lesquelles il emmènerait les malades et quelques personnes en bonne santé pour chercher des provisions. Ils firent deux cents lieues, à ce qu'il leur sembla, Orellana par l'eau et Pizarro par la rive, ouvrant un chemin en plusieurs endroits à force de mains et de fer. Il passait d'une rive à l'autre pour améliorer le chemin ; mais le brick s'arrêtait toujours. Comme aucun de ceux de Cuzco, Collao, Xauxa et Pachacama ne pouvait trouver de nourriture ou de richesse sur autant de terres, ils renoncèrent aux leurs. Il a demandé s'il y avait des villages en aval de la rivière où ils pourraient se reposer et manger. Ils lui dirent qu'il y avait un bon pays pour dix sols, et ils lui donnèrent le signe qu'un autre grand fleuve se joindrait à celui-là. Avec cela, il envoya Orellana pour lui apporter de la nourriture ou l'attendre à la rencontre des rivières ; mais il ne revint ni n'attendit, à moins que, comme on le dit ailleurs, il (Orellana) ne descende le fleuve ; et il marchait sans s'arrêter et avec un grand travail, la faim et le danger de se noyer dans les rivières qu'il rencontrait. Lorsqu'il arriva au poste et ne trouva pas le brick dans lequel il transportait son espoir et ses biens, lui et tout le monde eurent peur de perdre la tête ; ils n'avaient ni les pieds ni la santé pour avancer, et ils craignirent la route et les montagnes passées ; par, où cinquante Espagnols et beaucoup d'Indiens étaient morts. Ils revinrent finalement vers Quito, empruntant au hasard une autre route qui, bien que mauvaise, n'était pas aussi mauvaise que celle qu'ils avaient empruntée. Il leur a fallu un an et demi pour aller et revenir. Ils firent quatre cents lieues. Ils ont fait un excellent travail avec les pluies continues. Ils n’ont pas trouvé de sel dans la plupart des pays qu’ils ont parcourus. Cent Espagnols ne revinrent pas, sur deux cents ou plus qui étaient là. Aucun des Indiens qu'ils avaient pris n'est revenu, ni aucun cheval, et ils les ont tous mangés, et ils étaient même sur le point de manger les Espagnols qui mouraient, comme c'est le cas sur cette rivière. Lorsqu'ils arrivèrent là où se trouvaient les Espagnols, ils embrassèrent la terre. Ils sont entrés à Quito nus et avec des plaies au dos et aux pieds, pour pouvoir voir lesquels arrivaient, même si la plupart d'entre eux portaient des peaux de cerf, des capuches et des couvertures. Ils étaient si maigres et défigurés qu'ils ne se connaissaient pas ; et leur estomac était si dévasté à force de manger peu, que manger trop, et même ce qui était raisonnable, les rendait malades. »

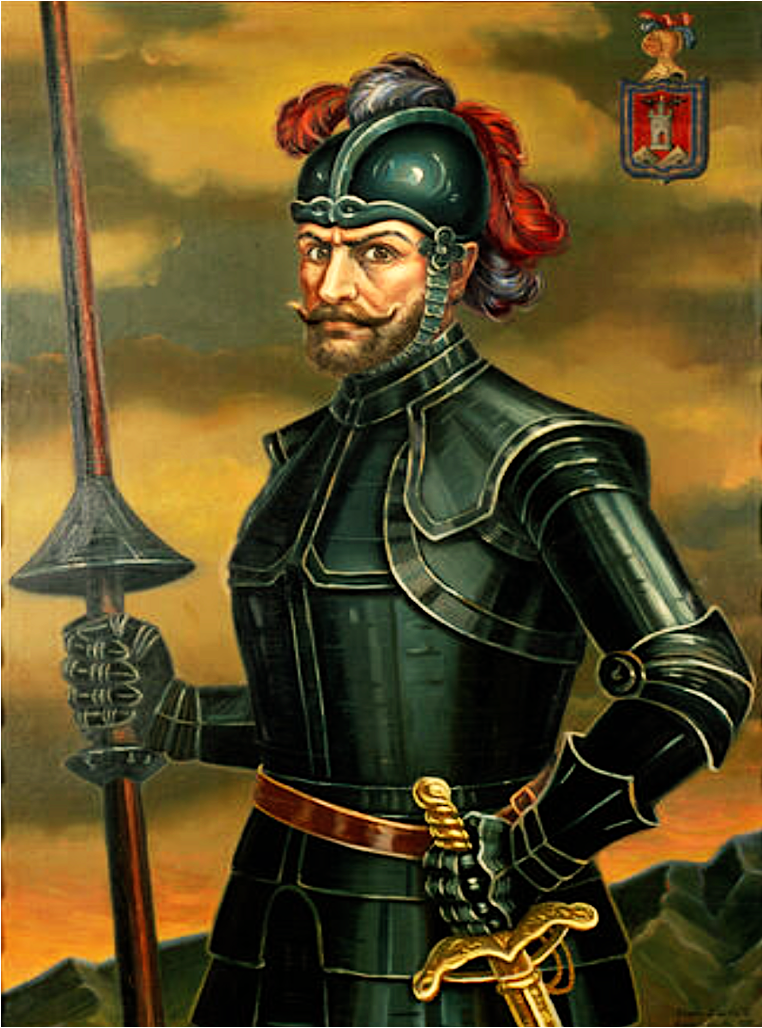
Portrait de Sebastián de Belalcázar

Gonzalo Pizarro s'est contenté de « prêter » de l'argent à ses collègues. Cette déclaration est loin d'être innocente, reflétant la volonté de nuire au futur rebelle, en minimisant sa contribution au financement de l'entreprise. Dans le passage « el río abaxo; y él caminó sin parar y con gran trabajo, hambre y peligro de ahogarse en ríos que topó », le sujet "el" ("il") est Gonzalo Pizarro. L'auteur dissocie la compagnie de Canela elle-même et la "trahison" d'Orellana puisqu'il a raconté ladite trahison précédemment au chapitre 86. Cela lui permet de donner une plus grande unité à l'histoire de la compagnie. Notons enfin l'art de l'histoire de Gómara dans cette description des survivants de l'expédition, nus et battus lorsqu'ils en ressortent nombreux et pleins d'espoir. Une fois de plus, Gómara insiste sur les brusques changements de fortune, thème de la littérature humaniste, qui considère l'Amérique comme une terre de prédilection, mais Gómara s'attarde rarement sur les énormes souffrances physiques des membres de l'expédition.

### Projet avorté de Sebastián de Belalcázar
Sebastián de Belalcázar, conquistador, se trouvait à Quito en 1534 quand il reçut de nouveaux rapports sur les mythes de l'Eldorado (un indigène qui se baignait dans un lac doré) et du pays de Canela (un territoire où la cannelle était cultivée). À Popayán le 20 septembre 1542, il écrivit au roi pour lui exprimer son désir d'entreprendre le voyage vers ces deux contrées. Cependant, il renonça ; au moment où il était sur le point de conclure ladite lettre, arriva un messager de Gonzalo Pizarro qui l'informa du désastre de son expédition. Désillusionné, il décida de s'occuper de son gouvernement, où les problèmes surgissaient de partout.

## Analyse de ces expéditions
L’octroi par Francisco Pizarro du poste de gouverneur de Quito, « afin que les habitants de cette ville lui apportent toute l’aide nécessaire, puisque c’était le point de départ de l’expédition », permit en effet à Gonzalo de consacrer des ressources impressionnantes à la recherche de la Canela. Garcilaso énumère ainsi la compagnie. Gonzalo leva plus de 200 soldats à Cuzco, 100 cavaliers et le reste à pied : il dépensa plus de 60 000 ducats pour eux. Il parcourut les 500 milles qui le séparaient de Quito et, installé comme gouverneur, commença à préparer ce qui était nécessaire à son expédition. Il mobilisa plus de 100 soldats supplémentaires, soit 340 au total, 140 cavaliers et le reste à pied. Il était accompagné de plus de 4 000 Indiens amis qui portaient ses armes et ses provisions, ainsi que des articles de première nécessité comme du fer, des haches, des hachettes, des cordes et des câbles de chanvre et des clous, pour parer à toute éventualité. Ils conduisaient également un troupeau d’environ 4 000 têtes, composé de porcs et de moutons péruviens, qui aidaient également à transporter une partie des munitions et des bagages,.
D’autres récits rendent le groupe encore plus important. Pour citer l'Histoire de la conquête du Pérou de William H. Prescott (élaboré sur la base de Garcilaso) : « les historiens diffèrent quant au nombre des forces de Gonzalo, de ses hommes, de ses chevaux et de ses porcs. Ces derniers, selon Herrera, s’élevaient à pas moins de 5 000 : une bonne réserve de lard pour une si petite troupe, car les Indiens, sans aucun doute, vivaient de maïs grillé, de coca, qui constituait généralement leur seul moyen de subsistance lors des plus longs voyages ». Cieza de León, dont le récit était encore manuscrit à l’époque de Prescott, parle même de six mille porcs. Quel que soit le chiffre précis, les réserves de porc de la province de Quito étaient gravement épuisées. Les agriculteurs n’élevaient régulièrement qu’un total de dix à douze mille porcs. Les « moutons péruviens » de Garcilaso sont bien sûr des lamas. La coca mentionnée par Prescott n’est pas du « maïs desséché », comme il le supposait, mais la feuille enivrante d’Erythroxylum coca,.

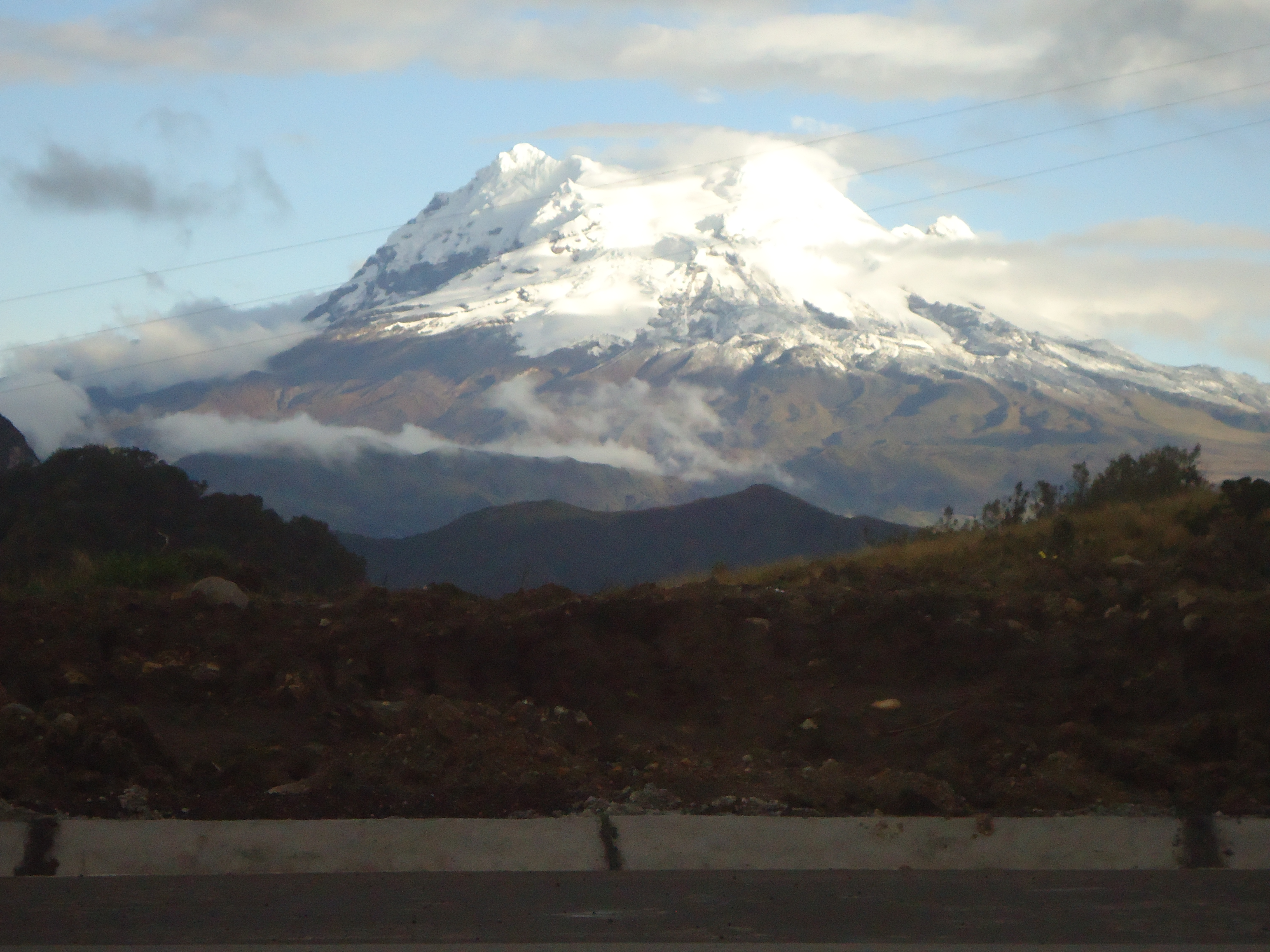
Volcan Antisana

Quel que soit le nombre de personnes qui accompagnèrent Gonzalo Pizarro à son départ de Quito le jour de Noël 1539, il est certain que seulement quatre-vingts d’entre elles revinrent à Quito, deux ans et demi plus tard, affamées, pieds nus et presque dévêtues. Les cochons, les chevaux et les chiens avaient été mangés depuis longtemps. À part les bosquets d’Ocotea sauvages rencontrés au cours des premières semaines de l’expédition (plantes qui pourraient correspondre aux fameux canneliers), aucun arbre à cannelle n’avait été trouvée. La lente progression vers l’est dura plus d’un an, passant au nord du volcan Antisana, par Papallacta (es) et à l'est du Sumaco, entre autres,.
Les dernières lettres qu'il envoya avant de disparaître dans la jungle étaient remplies d'espoir : les arbres qu'ils trouvèrent étaient prometteurs, mais ils apprirent qu'au-delà il y en avait de bien plus intéressants. Après avoir envoyé un groupe transporté par la rivière sous les ordres de Francisco de Orellana, Gonzalo et ses derniers hommes avaient pénétré suffisamment loin dans la forêt amazonienne pour trouver un « pays habité », où des ignames avaient été plantées et laissées mûrir. Ils durent sûrement leur survie à ce geste. Gonzalo Pizarro fut peut-être finalement assez intelligent pour comprendre que ces plantations représentaient les « provinces riches » décrites ou imaginées lors de rencontres antérieures avec des informateurs indiens. Dès que toute la valeur alimentaire possible eut été extraite des ignames, il fit demi-tour et conduisit son groupe rétréci en remontant la rivière et à travers les Andes en direction de Quito,,.
Une fois entré dans les montagnes et les jungles au-delà de la frontière de l’ancien gouvernement inca, les problèmes auxquels son expédition était confrontée étaient en effet devenus presque insurmontables. La pluie incessante faisait pourrir les vêtements qu’ils portaient sur le dos. Un séisme engloutit un village de cinq cents maisons à côté duquel ils campaient. Leur chemin fut bloqué par une énorme chute d'eau (douze cents pieds de haut selon une source, douze fois plus d'après une autre) dont le grondement était audible à dix-huit milles de distance. En aval de la chute, ils traversèrent une gorge rocheuse d'une profondeur effrayante au moyen d'un tronc d'arbre d'où un seul Espagnol tomba et se tua. Si des recherches plus approfondies devaient démontrer la véracité de ces histoires, elles ne seront nulle part mieux racontées que par Garcilaso et par Prescott, qui, comme son prédécesseur inca, a un don pour broder ses récits. En raison de la difﬁculté croissante à se frayer un chemin à travers les forêts le long de la rivière Cuca, Pizarro décida de construire un brigantin. Le véhicule devait servir au départ à transporter le groupe d'une rive à l'autre, ainsi qu'à l'aider à trouver de la nourriture, de plus en plus rare. La tâche fut confiée à l'un de ses lieutenants, le capitaine Francisco de Orellana,.
Il faut d’abord préciser qu'Orellana était gouverneur de Guayaquil et Portoviejo. À cette époque, on parlait beaucoup d’une certaine terre où se trouvait de la cannelle. Il décida de rechercher cette cannelle au service de Sa Majesté, et savait que Francisco Pizarro avait confié à son frère Gonzalo le poste de gouverneur de Quito (dont les villes dont Orellana lui-même avait la charge) pour que Gonzalo puisse aller la chercher. Orellana se rendit à Quito, rencontra le gouverneur, lui remit son territoire et dit que, au service de Sa Majesté, lui et ses amis souhaitaient participer à l’expédition, en utilisant ses propres richesses,.

Carte du bassin de l'Amazone, avec le fleuve surligné.

La construction du brigantin lui parut providentielle lorsque, à la fin de décembre 1540, le chef indien de confiance, mentionné ci-dessus, réussit enfin à s’échapper. Orellana et cinquante-sept autres Espagnols embarquèrent sur le navire avec pour mission de descendre le fleuve, de trouver la riche province qui n’était qu’à dix jours de voyage et de rapporter des provisions. Orellana et Pizarro divergeaient (dans leurs récriminations ultérieures) sur ce qu’il fallait faire en cas d’absence de provisions. Au cours d’un voyage de six cents milles en aval du fleuve, aucun village, et certainement aucune province riche, ne furent découverts. Comme Orellana lui-même se retrouva sans suffisamment de nourriture pour faire le voyage de retour beaucoup plus épuisant à contre-courant, il n’eut d’autre choix que de continuer vers l'aval,.
C’est du moins ce que nous dit un participant à son voyage, le frère Gaspar de Carvajal, dont l’exploration du célèbre fleuve des Amazones est la principale source de ces événements. Plus sensible dans son approche des indigènes américains que le brutal Gonzalo Pizarro, Orellana (selon le fidèle frère) impressionna les populations locales qu’il rencontra, du moins dans les premières étapes du voyage, par sa capacité à parler leur langue. Cette affirmation des plus inattendues demande quelques explications. Il est fort probable qu'Orellana ait parlé un peu de quechua, mais il y a peu de chance pour que cela lui ait été utile une fois le voyage commencé. Sinon, la langue en question était peut-être une lingua franca tukánoan inconnue ou un pidgin du fleuve Napo ; peut-être une lingua franca tupí de l'Amazonie et donc, un précurseur de la língua geral du Brésil portugais. Dans les deux cas, Orellana l'a vite apprise,.

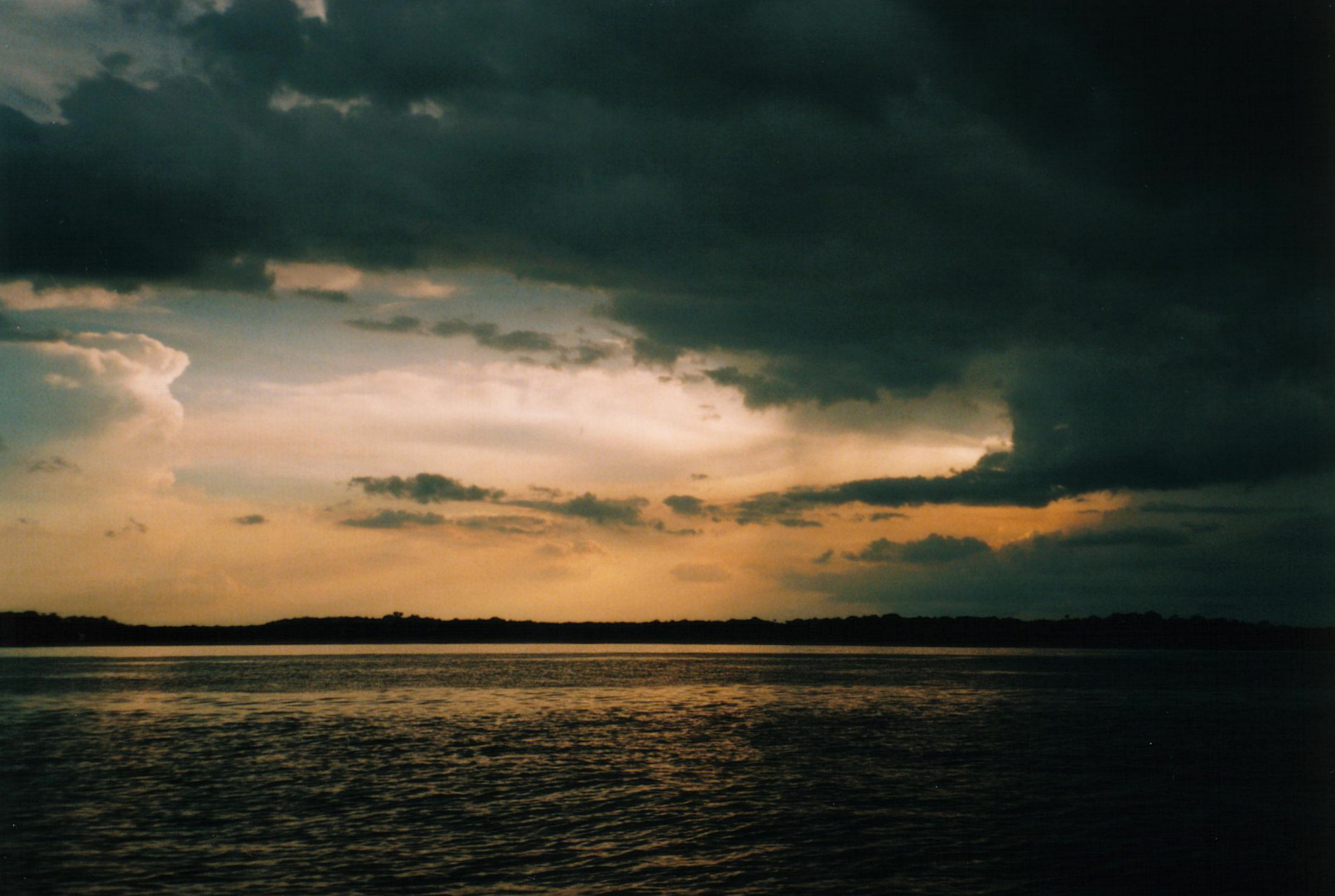
Coucher de soleil sur le Rio Negro, à quelques kilomètres de Manaus.

Il est difficile de situer sur une carte les aventures successives d’Orellana et de son équipage. Par exemple, on n'est pas sûr de la date précise à laquelle ils entrèrent dans l'Amazone. Et de nombreux voyageurs, après leur époque, ont tenté sans succès de retrouver la nation de femmes guerrières dont Orellana avait entendu tant de récits et qui auraient dirigé l’embuscade au cours de laquelle Carvajal avait perdu un œil. Bien que les guerrières n’aient jamais été retrouvées, le nom que Carvajal donna pour la première fois au fleuve en leur honneur, Rio de las Amazonas, « fleuve des Amazones », est celui sous lequel il est connu depuis lors. En revanche, la description que fait Carvajal du confluent de l’Amazone et du Rio Negro (« fleuve Noir »), qu’il fut encore le premier à nommer, est exacte et sans équivoque,.
Il reste encore beaucoup à apprendre de son récit. En conclusion, il observe : « Je souhaite que les lecteurs sachent que tous les gens que nous avons rencontrés sur ce fleuve, comme je l’ai exposé plus haut, étaient intelligents, vigoureux et habiles, comme le montrent non seulement les objets pratiques qu’ils fabriquaient, mais aussi leurs remarquables dessins et leurs excellentes peintures colorées ». L’histoire de Carvajal nous rappelle que les Espagnols, lorsqu’ils n’étaient pas accompagnés de troupeaux de porcs, pouvaient « manger ce que les Indiens avaient préparé pour eux-mêmes et boire les breuvages indiens ». Lorsque le groupe d’Orellana atteignit l’embouchure de l’Amazone et que les provisions commencèrent à s’épuiser, ils apprirent, comme ceux de Gonzalo, à préparer le manioc et goûtèrent aux ignames (« des racines qu’ils appellent iname »). Pendant leur traversée de la Guyane, ils n’eurent à manger que des prunes lutea (spondias lutea : « des fruits qui ressemblent à des prunes, qu’on appelle hogos »). Dans une page précédente de son récit, Carvajal est le premier écrivain européen à faire allusion à la richesse de la forêt amazonienne en herbes médicinales et en fruits, citant parmi ces derniers l’avocat, l’ananas et la goyave. De son côté, après avoir vainement attendu leur retour, Gonzalo a finalement admis que l'expédition était un échec,.
Pendant les premières semaines de son expédition, la route suivie par Pineda fut, naturellement, suivie de nouveau et une forêt d’arbres à cannelle sauvages, exactement comme ceux que Pineda avait trouvés, fut redécouverte. Pizarro et ses hommes capturèrent alors des indigènes et leur demandèrent à connaître le chemin vers la vallée où poussaient d’autres arbres de ce type, ainsi que vers le pays plat, où se trouvaient des royaumes riches. Ils répondirent qu’ils n’en savaient rien et furent torturés. Les Espagnols rencontrèrent peu après, sur une rive du cours moyen du Coca, le village de Capua, gouverné par le chef Delicola. D'abord confiant, il chercha le contact pacifique. Mais il fut vite terrifié lorsqu’il apprit les atrocités commises par ces hommes et n’hésita pas à leur assurer que la vallée et le riche pays existaient réellement un peu plus loin. Cet informateur fut contraint d’accompagner le groupe et finit par s’échapper quelque part sur les rives du fleuve Napo (qu'ils baptisèrent “La Canela”), après avoir assuré que la riche province n’était qu’à dix jours de marche en aval. Il n’est peut-être jamais venu à l’esprit de Pizarro, même par la suite, que le chef lui avait livré des informations réconfortantes pour éviter le sort de ses voisins,,.
Suivant la rivière sur sa rive droite, ils décidèrent de continuer sur sa rive gauche à un point d’étranglement de la rivière. Alarmés, les indigènes de plusieurs villages se groupèrent pour défendre le passage et repousser l’envahisseur. Mais les arquebuses et arbalètes vainquirent l’arsenal plus léger des indigènes. Les hommes de Pizarro traversèrent la rivière et capturèrent leurs chefs dans Guema, un site aussi pauvre et inhospitalier que le plus stérile de ceux qu'ils avaient traversés,,.
Garcilaso de la Vega, basant probablement son récit sur ce qu’il avait entendu de Gonzalo et toujours convaincu que La Canela existait quelque part, est incapable d’expliquer pourquoi cet informateur et d’autres Indiens n’ont pas réussi à guider l’expédition vers son but. Quoi qu'il en soit, c’est ainsi que le mirage du Pays de la Cannelle poussa Gonzalo Pizarro à errer pendant deux ans dans les jungles équatoriennes sans succès et Francisco de Orellana à commencer l’exploration du plus grand réservoir mondial d’espèces végétales comestibles et médicinales,.

## La ruée vers la cannelle

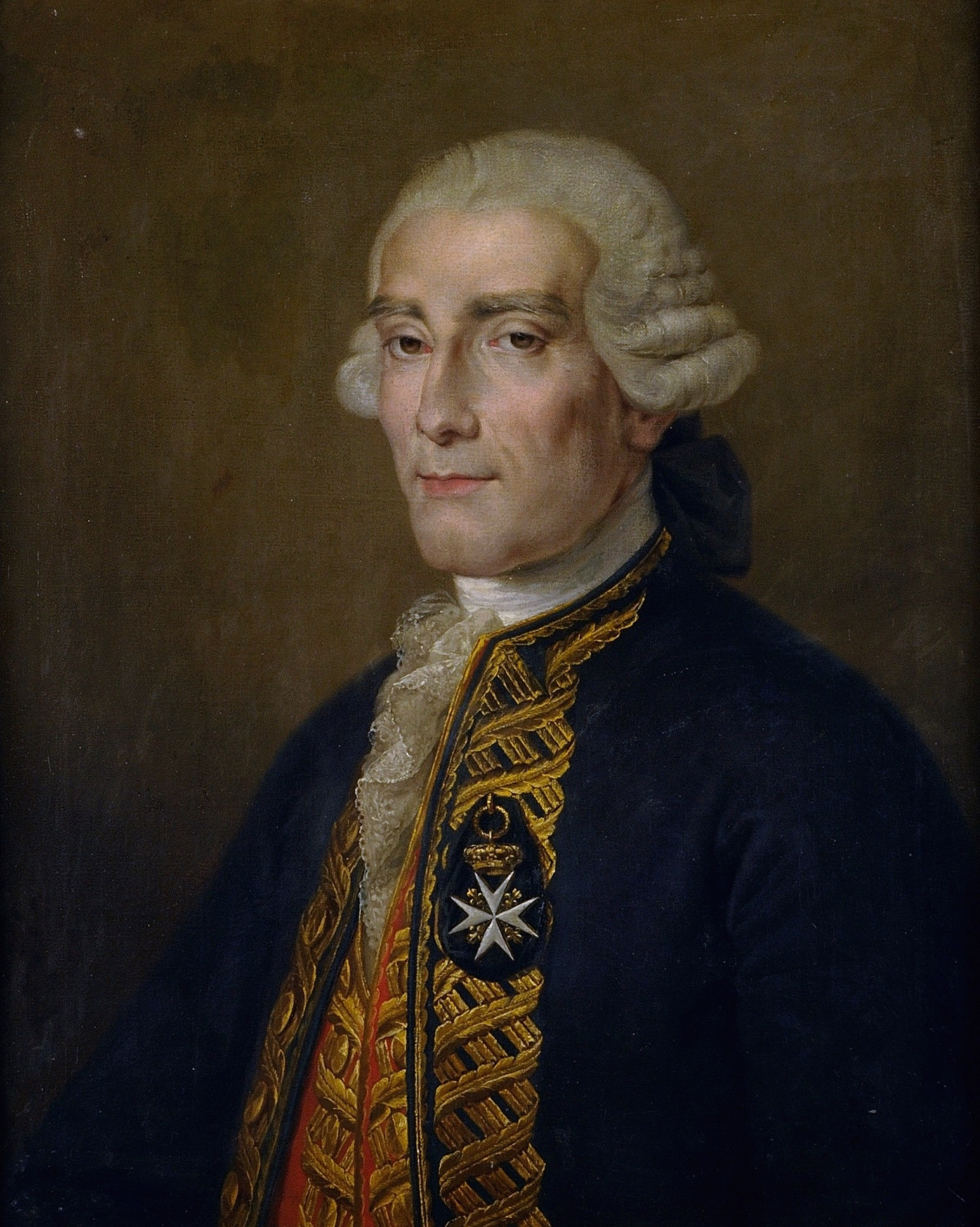
Jorge Juan y Santacilia

Près de 200 ans s'écoulèrent sans que personne se souvienne de ces canneliers. L'union des royaumes de Castille et du Portugal entre 1580 et 1640 avait fait disparaître le problème du commerce des épices. Mais l'indépendance des Portugais, puis l'entrée en scène des Pays-Bas avec sa Compagnie néerlandaise des Indes orientales laissèrent à nouveau l'Espagne hors du commerce des épices. De plus, les mines d’argent espagnoles d'Amérique commençaient à s’épuiser. Soudain, l’idée de trouver des canneliers dans la jungle amazonienne commençait à être considérée comme l’une des rares alternatives économiques pour un empire en manque de revenus.

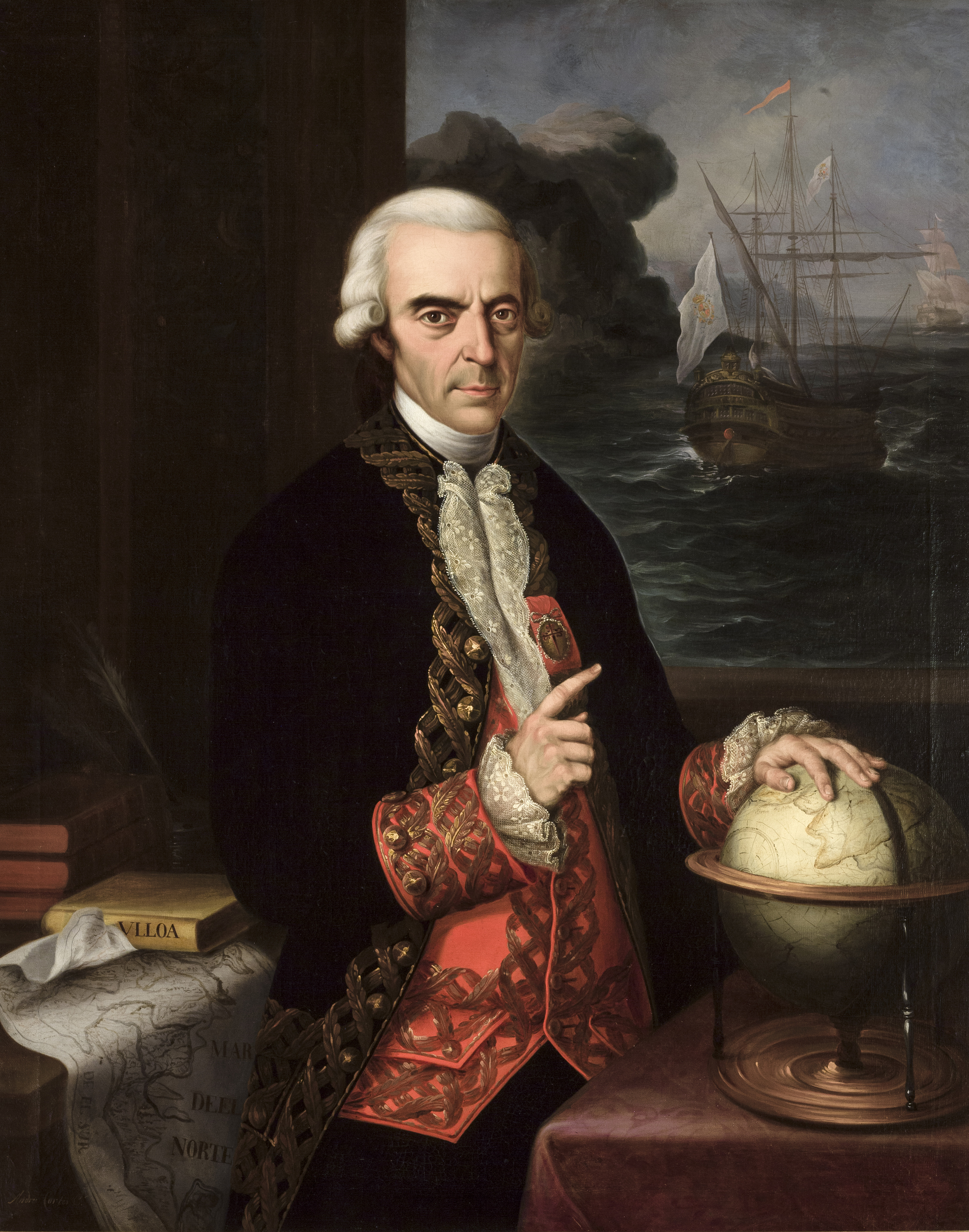
Antonio de Ulloa

Une expédition scientifique française enrôla en 1734 deux soldats espagnols, Jorge Juan y Santacilia et Antonio de Ulloa, pour effectuer des mesures sur le terrain en Équateur. Le gouvernement profita de l'occasion pour leur demander de procéder à des contrôles sur les fameuses plantes, sans éveiller les soupçons des Français. Les deux scientifiques-espions étaient des passionnés : la cannelle équatorienne est, selon l'avis des naturalistes les plus compétents qui l'ont examinée, aussi bonne que celle de l'Est.
Soudain, la ruée vers la cannelle éclata. Le petit village de Macas, fondé dans un lieu si reculé qui en fait encore aujourd'hui l'une des principales destinations du tourisme amazonien, a vu arriver des militaires, des scientifiques et des chercheurs de tous bords. Celui qui trouverait finalement ces canneliers avait de fortes chances de devenir immensément riche. Les expéditions et lettres prometteuses se succèdent pendant 30 ans. Ils vantaient tous la fameuse cannelle. Mais les échantillons arrivaient rarement en Espagne. Et encore moins un arbre vivant qui pourrait être étudié ou reproduit. Ce, jusqu'en 1763, lorsque Casimiro Gómez Ortega, premier professeur du Jardin botanique royal de Madrid, déclara que les canneliers d'Amérique étaient d'une espèce différente de ceux d'Asie.

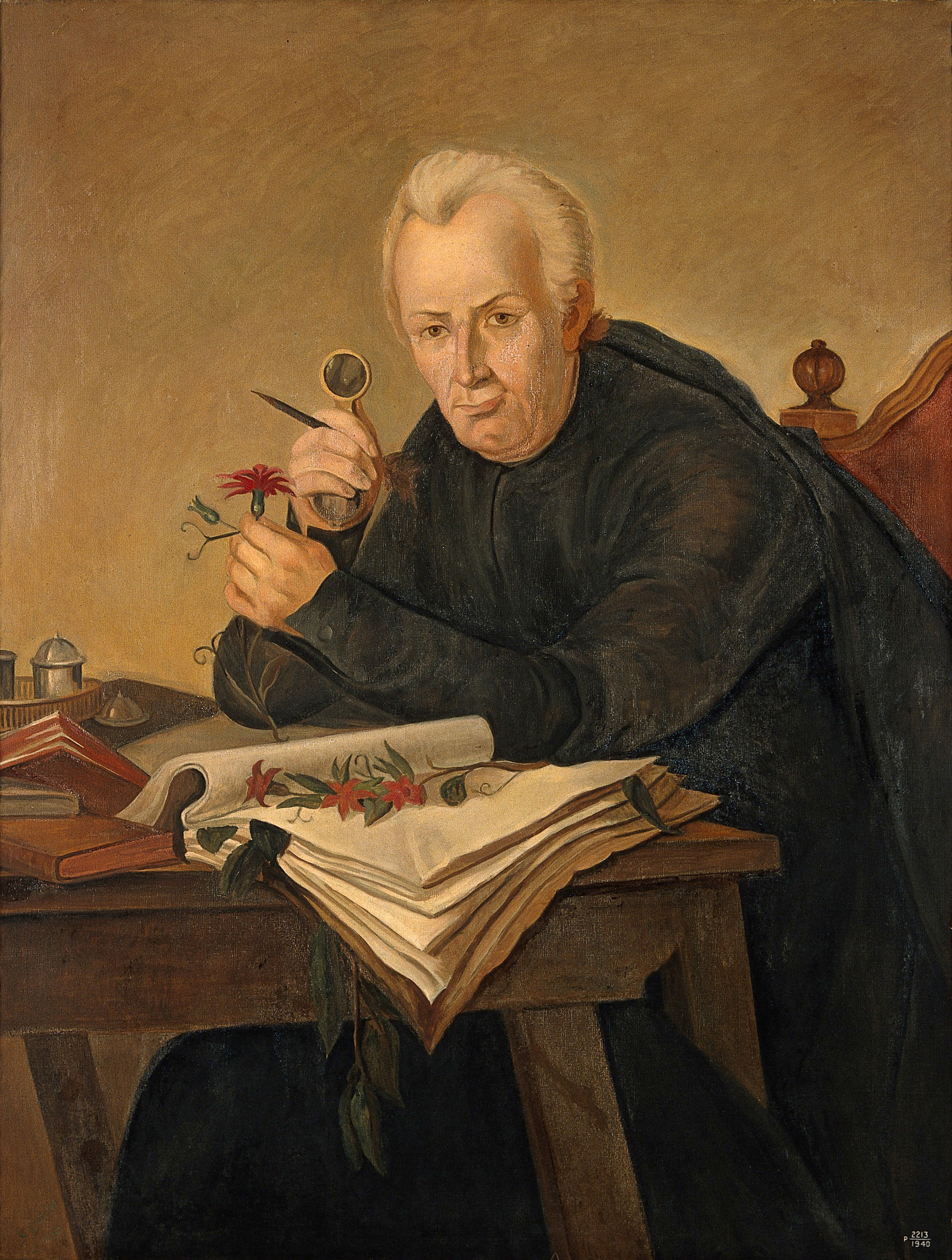
José Celestino Bruno Mutis y Bosio

Ce n’étaient certes pas les mêmes arbres. Mais en les cultivant et en faisant une bonne sélection, on pouvait obtenir un produit de même qualité. Même la précieuse huile de cannelle pourrait être extraite plus facilement et à moindre coût. Il n’existait aucune preuve concluante, ni plantation ni échantillon de cette huile. Mais le roi fut enthousiasmé par l’idée et décida de faire de la culture de la cannelle américaine une industrie nationale. Les rapports l'affirment ! Le nouvel arôme rivalisera ou dépassera en qualité celui de la cannelle ! Il rendra à l'Espagne la splendeur des siècles précédents ! Les années passent et il n’y a toujours pas de résultats.
Vers 1770, on ordonna de cultiver ces arbres, qui n'étaient pas encore arrivés en Espagne. Entre-temps, cette province avait été baptisée Département de Canelos, de la même manière que les Vikings baptisèrent le Groenland « Terre verte », pour tenter d'attirer les colons. L'entreprise offrait de si bonnes perspectives que le gouvernement a décidé de construire l'Estanco de la Canela à Quito, en pensant aux impôts et aux bénéfices que rapporteraient les millions de kilos de cette épice qui transiteraient dans la ville. Le fait que personne n’ait réussi à cultiver cette cannelle avec succès semblait être un problème mineur pour tous ceux qui investissaient leur fortune dans le succès de cette entreprise.
Au cours de ces années, José Celestino Mutis, l'un des botanistes les plus importants d'Europe de l'époque, s'installe à Santa Fe (aujourd'hui Bogotá, en Colombie). Au début, il résiste à suivre ce mouvement, discréditant tous les rapports qui lui parviennent. Pour lui, ces arbres ressemblent à des canneliers et, en effet, ont un arôme très agréable. Mais ils n'ont rien à voir avec les canneliers que les Néerlandais exploitent en Asie.
Cependant, au fil des années, il commence à adoucir ses opinions. Il s'installa à Mariquita, village de la Cordillère orientale et y mis en place le siège de l'Expédition Botanique Royale du Nouveau Royaume de Grenade (es). Et il en profita pour cultiver dans son jardin les échantillons de cannelle et d'autres plantes qui lui venaient de toute la région. Sa villa, dans laquelle il travaillera pendant ces années, deviendra par la suite la Casa de La Segunda Expedición Botánica. Après presque une décennie d'efforts, Mutis a réussi à faire pousser 18 canneliers sur la ferme de la maison, mais sans résultats intéressants. À tel point qu’en 1790, mécontent de l’absence de progrès, le gouvernement décide d’abandonner le projet et renvoie le scientifique à Bogota. Cependant, actuellement subsistent de nombreux arbres qu'il a plantés, parmi lesquels se distinguent des spécimens centenaires d'hévéas, de ficus et de malagueta. Mais aucun cannelier américain n'a été préservé, bien qu'il y ait un cannelier de Ceylan, ironie de l'Histoire.

## Identification de la «plante à cannelle»
Il faut décortiquer les « descriptions » de La Canela, sachant qu’elle n’existe pas et qu’il n’y a jamais eu de culture de cet arbre en Équateur ou dans l’ouest du Brésil. Garcilaso est originaire du Pérou et fils d’une princesse inca : il était ainsi bien placé pour en savoir plus sur les dernières années de l’administration inca. Les deux dernières phrases du troisième extrait cité plus haut sur la cannelle et le piment nous permettent de lire entre les lignes que ni lui, ni ses compatriotes péruviens, n’avaient jamais découvert personnellement la prétendue cannelle, tout comme elle n’avait pas suscité d’intérêt pour les Incas. La mention fortuite d’un commerce local de « cannelle », jamais évoquée par aucun autre observateur, doit être considérée comme une des broderies de Garcilaso. Pourtant, il semble sublimement confiant dans sa description détaillée de l’arbre, confiant aussi qu’il y avait à la fois des peuplements sauvages et cultivés, mais que les sauvages n’étaient pas aussi bons que les cultivés. À ce stade, l'historien britannique Andrew Dalby propose une hypothèse : ces détails de la description de Garcilaso lui ont été racontés par Gonzalo Pizarro, qui les tenait lui-même de Pineda.
Dans le texte de Cieza de León, les détails révélateurs sont que Pineda, bien qu’il soit « venu dans la vallée de la Cannelle », n’a pas pu l’explorer et que des Indiens lui ont parlé de provinces riches et habitées dans un pays plat plus loin. Nous ne pouvons pas supposer que Pineda ait été un menteur, puisqu’il était prêt à revenir sur ses pas en compagnie de Gonzalo Pizarro. Andrew Dalby suppose donc que Pineda ait réellement trouvé des arbres sauvages qui avaient un arôme de cannelle, quelque part dans la haute vallée de la Cuca (la « province de los Quijos »). Là-bas, il aurait demandé aux habitants locaux s’il y avait plus d’arbres de ce genre et de meilleure qualité. Il aurait compris d’après leurs réponses (sans doute dans une langue qu’il ne connaissait pas) qu’il y en avait et qu’il y avait des terres cultivées en aval. Le fait qu'il soit venu dans la vallée de la cannelle ne doit donc pas être interprété comme une affirmation selon laquelle il aurait vu ni affirmé avoir vu des canneliers cultivés.
Quels étaient les arbres sauvages que Pineda a trouvés ? De nombreuses espèces de la famille botanique des Lauracées ont un arôme rappelant celui de la cannelle. Parmi elles, plusieurs espèces sont aujourd'hui appréciées pour leur bois aromatique. Dans ce contexte sud-américain, l’identification la plus probable pourrait être un arbre du genre Ocotea, qui comprend plusieurs plantes actuellement prisées pour leur bois aromatique. Certaines portent des noms locaux espagnols et portugais, comprenant notamment le mot canela (« cannelle »).
Le Dictionnaire ethnobotanique amazonien de James A. Duke (en) et Rodolfo Vásquez Martínez (es) (paru en 1994) répertorie, entre autres espèces : Ocotea aciphylla (es), avec des noms locaux canela muena, moena nigra ; également Ocotea fragrantissima (sv), ayant pour nom local anis muena (impliquant un arôme d’anis). Le bois de ces deux espèces est utilisé pour les meubles.
Le Dictionnaire mondial des noms de plantes du CRC du naturaliste Umberto Quattrochi répertorie vingt espèces du genre Ocotea. Parmi celles qui sont originaires du Brésil, on trouve Ocotea pretiosa (es), dont les noms locaux incluent « canela-sassafrás », « canela-funcho », « canela parda » ; et Ocotea sassafras, d’importance économique en tant que source d’huile de sassafras brésilienne, dont les noms locaux incluent « canela-sassafrás », « canela-funcho ».
Jorge Hernández Millares (es), éditeur du compte rendu de l’exploration de Gaspar de Carvajal, suggère comme autres plantes possibles Melia azedarach et Myrsine ﬂoribunda. Cependant, le premier serait originaire d’Asie du Sud et le second aurait un goût rappelant davantage le poivre que la cannelle.
Plus largement, d'autres plantes en Amérique du Sud du genre Ocotea produisent de la « cannelle », faisant partie de la même famille (les Lauraceae) que le cannelier de Ceylan et le cannelier de Chine (qui sont des Cinnamomum), produisant les cannelles les plus connues. Par exemple, l'Ocotea quixos (en) est surnommé en espagnol Flor de Canela parce que son écorce est utilisée pour produire de la cannelle dite « équatorienne » ou « américaine ».

Le mot « funcho » dans ces noms évoque un arôme de fenouil. Parmi ces plantes, il reste à déterminer lesquelles se trouve le plus à l’ouest, dans l’est de l’Équateur. Mais le fait qu’il en existe plusieurs similaires, avec des aires de répartition géographique et des qualités aromatiques différentes, explique l’information manifestement donnée à Pineda selon laquelle il existait une meilleure espèce que celle qu’il avait vue. Cette information était, sur le fond, vraie. Tout ce que qui est sûr, c’est que Pineda ou ses sources, lui ont accordé un poids excessif et l’ont liée à tort à l’information – tout aussi vraie – selon laquelle des terres cultivées existaient dans le vaste pays plat (que nous appelons le bassin amazonien) qui s’étend à l’est des montagnes. Les habitants y cultivaient du manioc, du maïs et des ignames, pas des arbres à cannelle. Pour les autres informations, fausses, Gonzalo Pizarro ne pouvait s’en prendre qu’à lui-même.

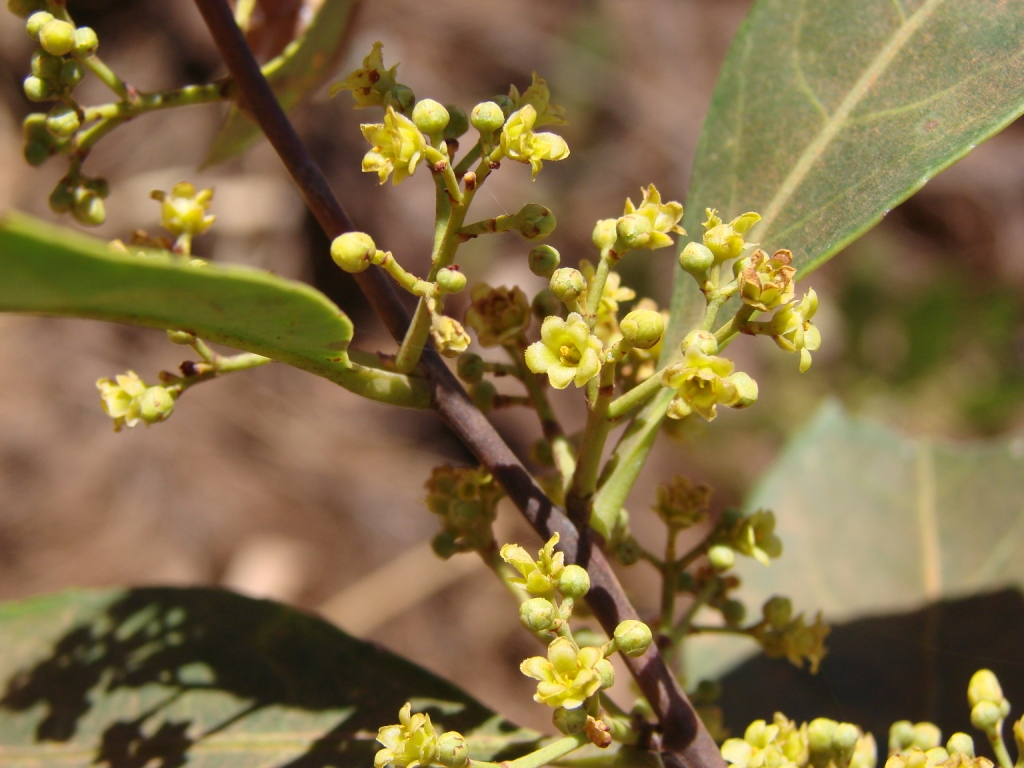
Ocotea aciphylla (es)
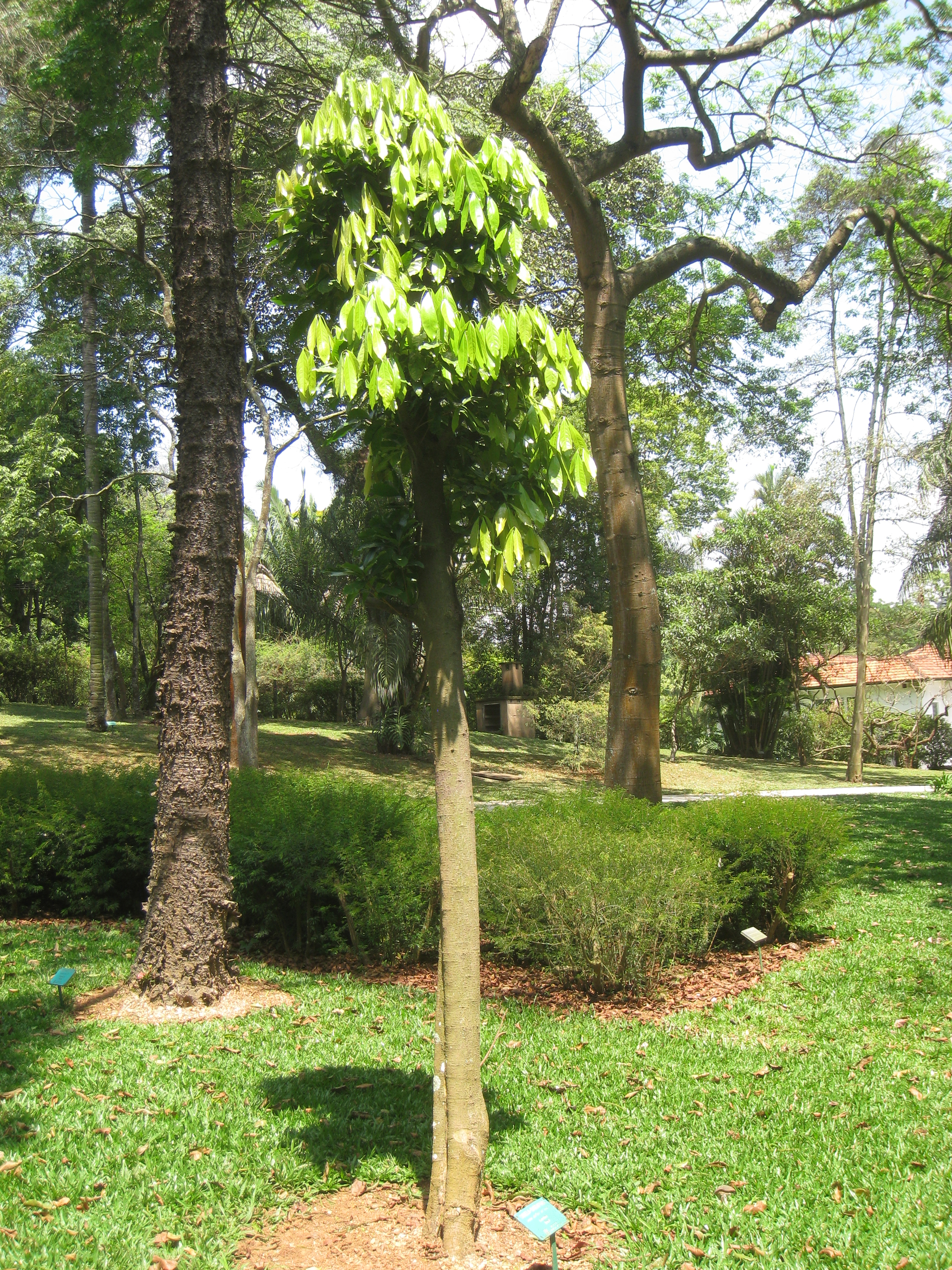
Ocotea pretiosa (es)
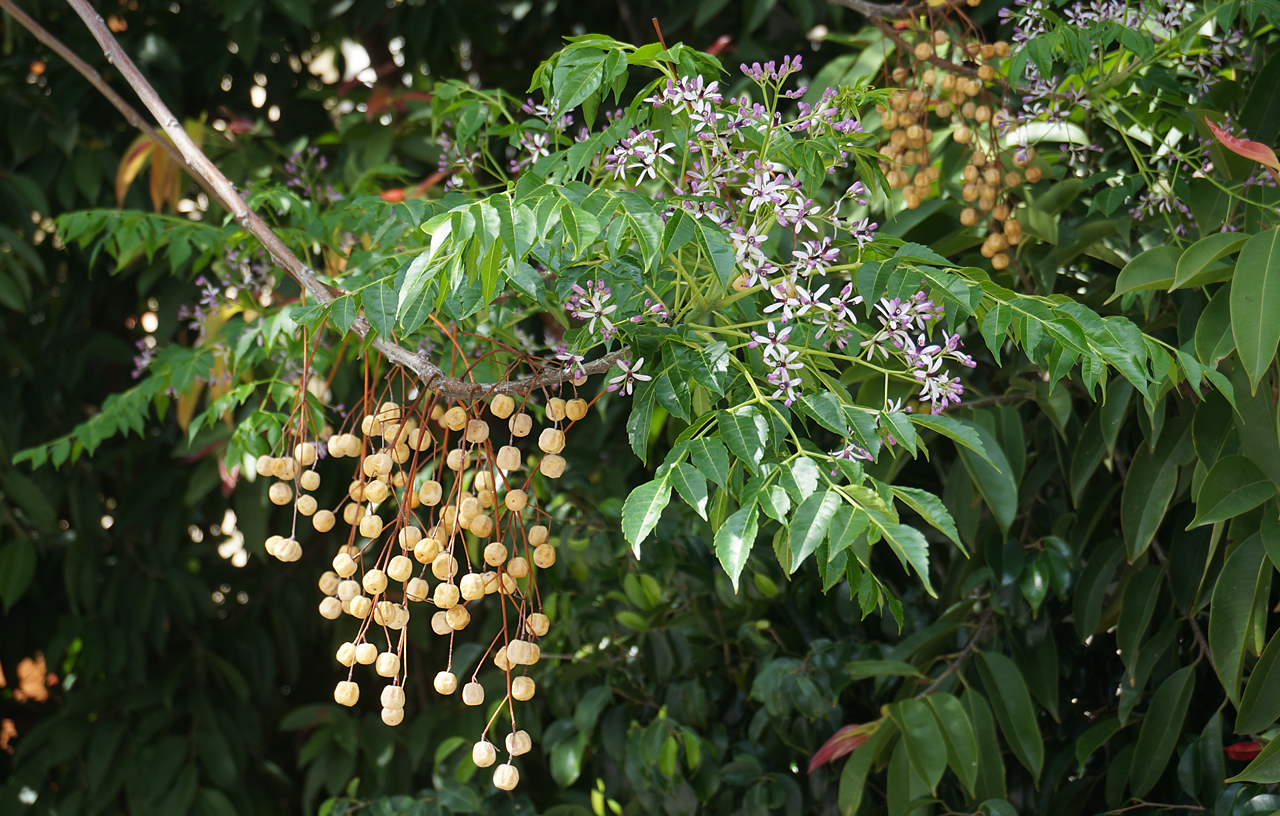
Melia azedarach
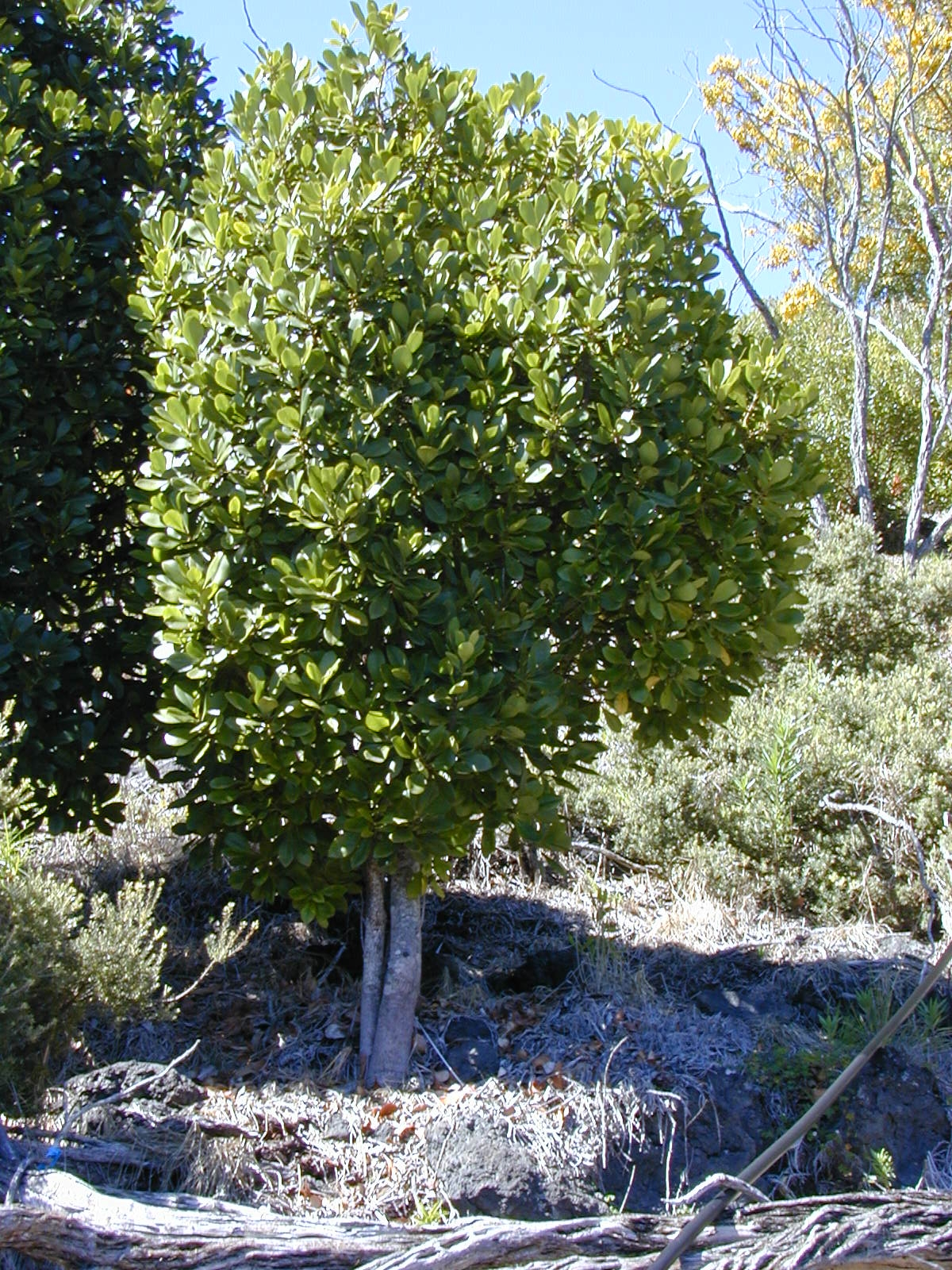
Myrsine

## Dans la culture
William Ospina, auteur colombien, publie en 2008 Le pays de la cannelle, deuxième volet d'une trilogie de romans historiques sur la conquête de l'Amazonie au XVIe siècle, qui évoque cette quête de Gonzalo Pizarro. Le narrateur est le seul métis de l'expédition, qui raconte le voyage de Pedro de Ursúa, le jeune capitaine qui planifie une excursion dans la jungle. Il réécrit la version espagnole de l'histoire, avec quelques variantes. Les indigènes ne sont pas appelés « barbares » ou «sauvages » ; les conquistadors espagnols ne sont pas considérés comme des héros, mais comme des envahisseurs et des prédateurs,.
Le groupe équatorien Tierra Canela, fondé en 1999, est nommé en référence à cette terre légendaire.